# Пицца
Пи́цца (итал. pizza) — традиционное итальянское блюдо, изначально в виде круглой дрожжевой лепёшки, выпекаемой с уложенной сверху начинкой из томатного соуса, сыра и зачастую других ингредиентов, таких как мясо, овощи, грибы и прочие продукты. Небольшую пиццу иногда называют пиццеттой. Повар, специализирующийся на приготовлении пиццы, — пиццайоло.

## История

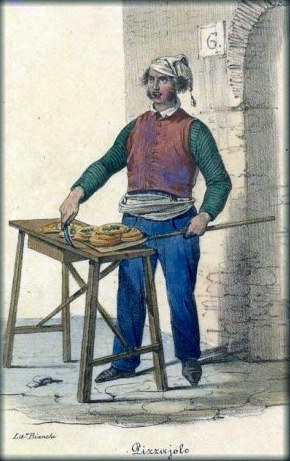
Продавец пиццы (пиццайоло) на картине 1830 года

Слово «пицца» впервые появилось в латинском тексте из центрального итальянского города Гаэта, тогда ещё входившего в состав Византийской империи, в 997 г. н. э.; в тексте говорится, что арендатор определённого имущества должен давать епископу Гаэты duodecim pizze («двенадцать пицц») каждое Рождество, а ещё двенадцать — каждое Пасхальное воскресенье.
Прообразом пиццы были некоторые кушания, подававшиеся на ломтях хлеба в домах древних греков и римлян. В связи со ввозом помидоров в Европу в 1522 году в Неаполе впервые появилась итальянская пицца. В XVII веке появился особый род пекарей, пиццайоло (итал. pizzaiolo), готовивших пиццу для итальянских крестьян.
Пристрастие к пицце питала жена неаполитанского короля Фердинанда IV Мария-Каролина Габсбург-Лотарингская (1752—1814), а позже — итальянский король Умберто I и его жена Маргарита Савойская, в честь которой был назван один из рецептов и разновидность пиццы — Маргарита (хотя есть мнение, что это всего лишь легенда).
В США пицца попала в конце второй половины XIX века вместе с итальянскими иммигрантами и впервые появилась, по-видимому, в Чикаго.
В 1957 году появилась пицца-полуфабрикат; к концу XX века огромное распространение получили готовые замороженные полуфабрикаты пиццы, которые перед употреблением достаточно разогреть в микроволновой печи или духовке.

## Приготовление

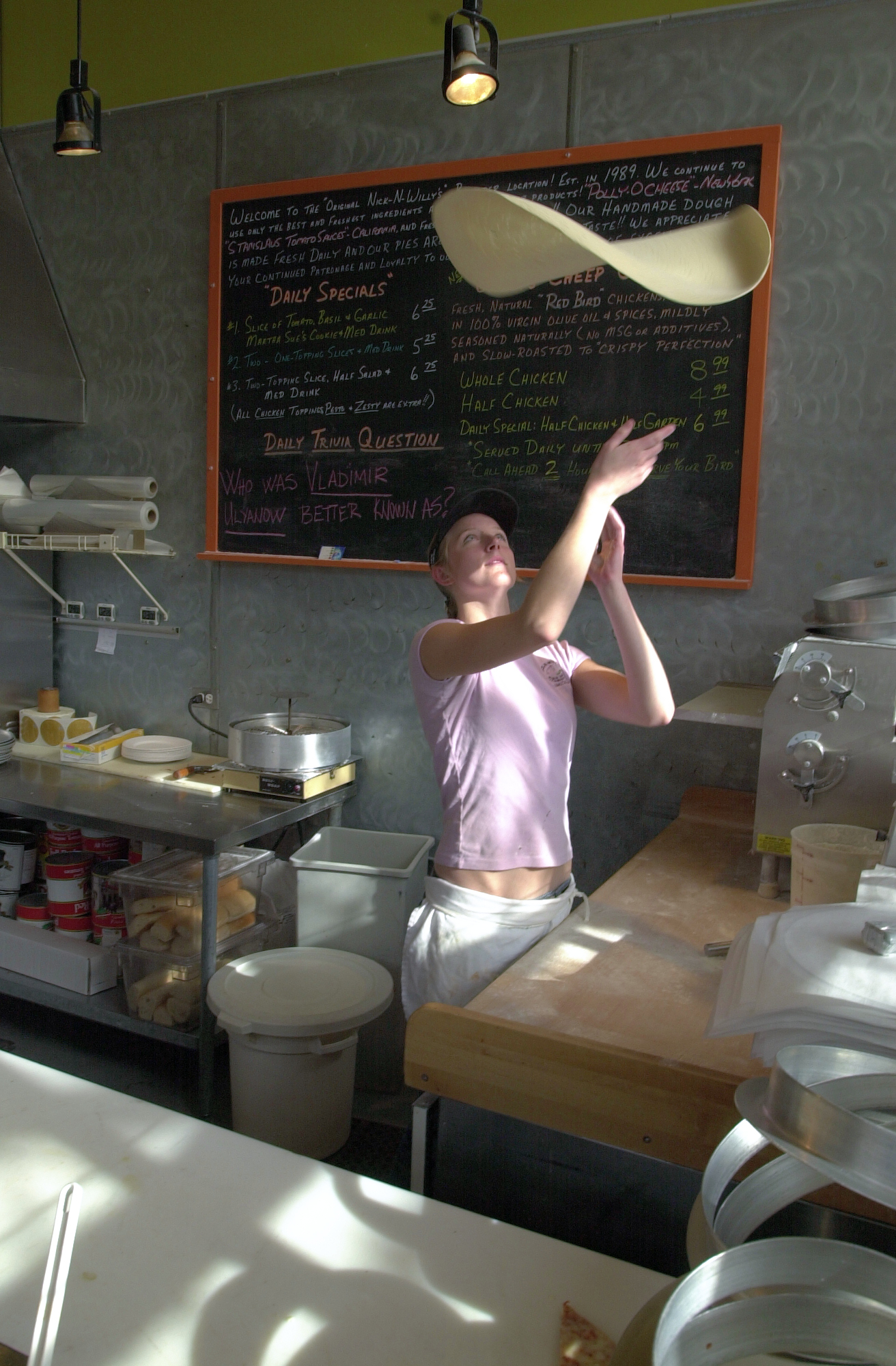
Зрелищный приём растягивания теста

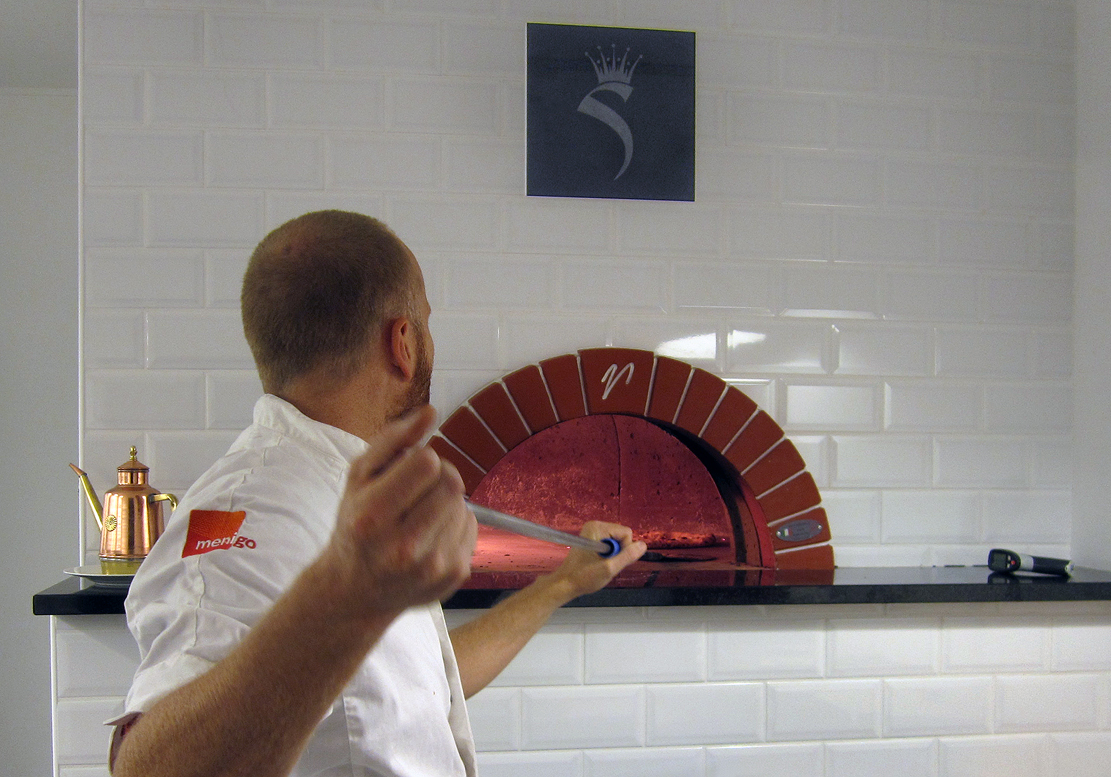
Выпекание пиццы в дровяной печи

Классическое тесто для итальянской пиццы делается из специальной муки твёрдых сортов пшеницы, с высоким содержанием белка, количеством не менее 14-15 %, в Италии известной как тип «два нуля» (Farina Di Grano Tenero, tipo 00), натуральных дрожжей (закваски), соли, воды и оливкового масла. Тесто замешивается вручную и отправляется на двухчасовой отдых, после этого его делят на шарики и отправляют на длительный отдых — около 8 часов. Из тестового шарика руками (вначале пальцами рук, а затем ладонями) раcкатывается и растягивается (раскрывается) тестовая основа круглой формы. Толщина классического теста пиццы — около 3-4 миллиметров, диаметр тестовой основы — 31-32 сантиметра. Тесто покрывается томатным соусом либо его аналогами — например, белым (сливочным) соусом. После этого возможно добавление практически любых начинок. Непременным атрибутом почти любой пиццы является сыр. Как правило это моцарелла, но также могут быть и другие итальянские сыры: пекорино романо, пармезан и другие.
Классическая пицца выпекается в специальной дровяной печи, которая называется помпейской и имеет форму свода в виде полусферы. Также существуют подовые и конвейерные печи для выпекания пиццы. В дровяных печах огонь разводится с одной из сторон; жар от него, поднимаясь вверх, попадает в фокус сферы и отражается в центр печи на середину пода, нагревая его. Температура внутри печи может достигать 370—400 °C. В связи с этим пицца в такой печи готовится всего около 90 секунд, а в домашних условиях — в предварительно разогретой до 250—275 °C духовке от 8 до 10 минут. В зависимости от рецепта, пиццу посыпают различными приправами — например, молотым орегано, чёрным перцем и зелёным базиликом — и слегка сбрызгивают оливковым маслом. Кроме того, зелёный базилик, приправы, масло можно добавлять и в приготавливаемый томатный соус для пиццы.
Форма пиццы традиционно является круглой, однако существуют пиццы овальные, квадратные, прямоугольные, их удобнее и выгоднее готовить на противне духовки такой же формы. Так называемая пицца-кальцоне, или закрытая пицца, при приготовлении складывается пополам и имеет форму полукруга, а внешне напоминает большой чебурек.

Порядок добавления начинки
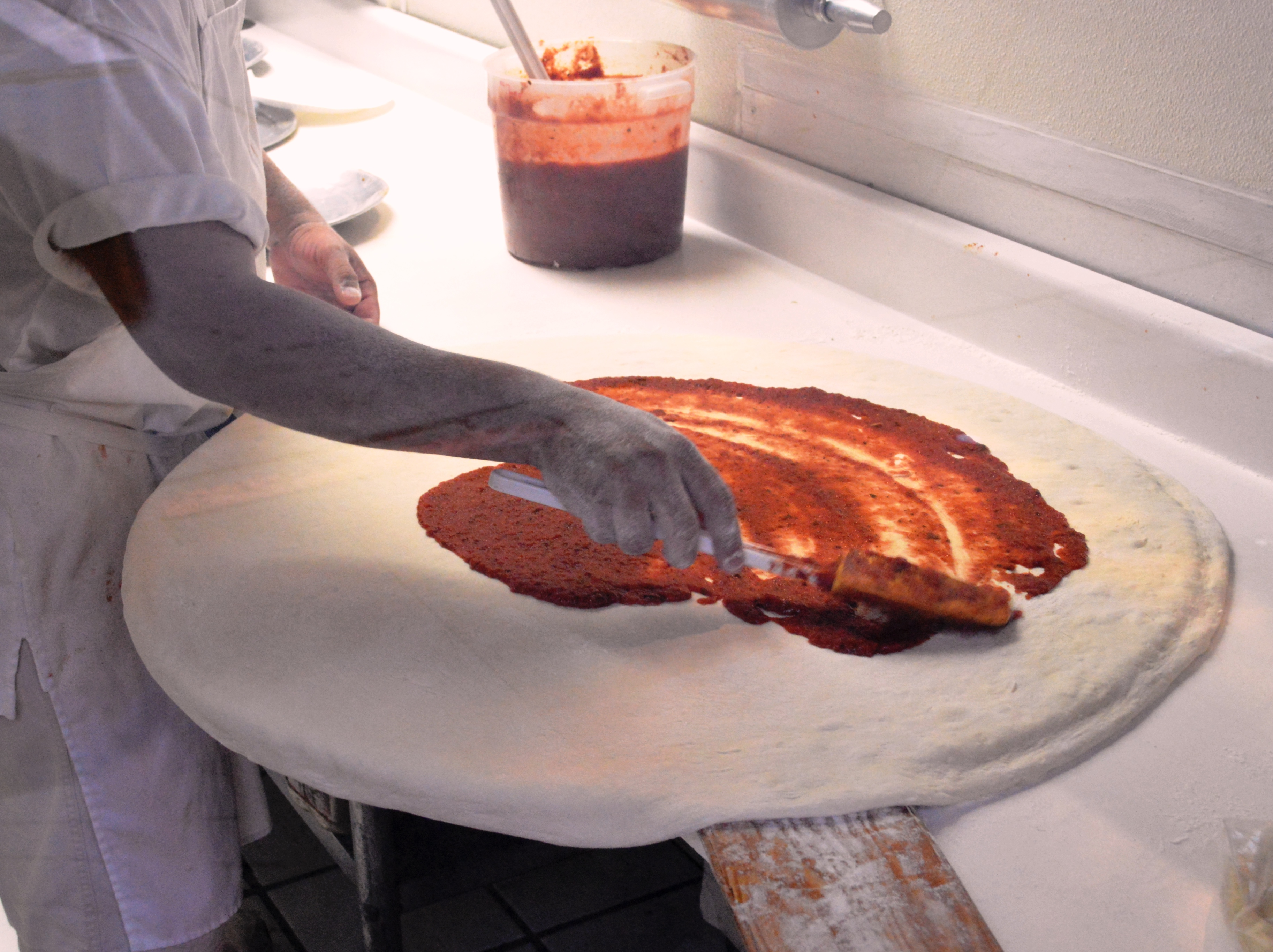
Нанесение соуса
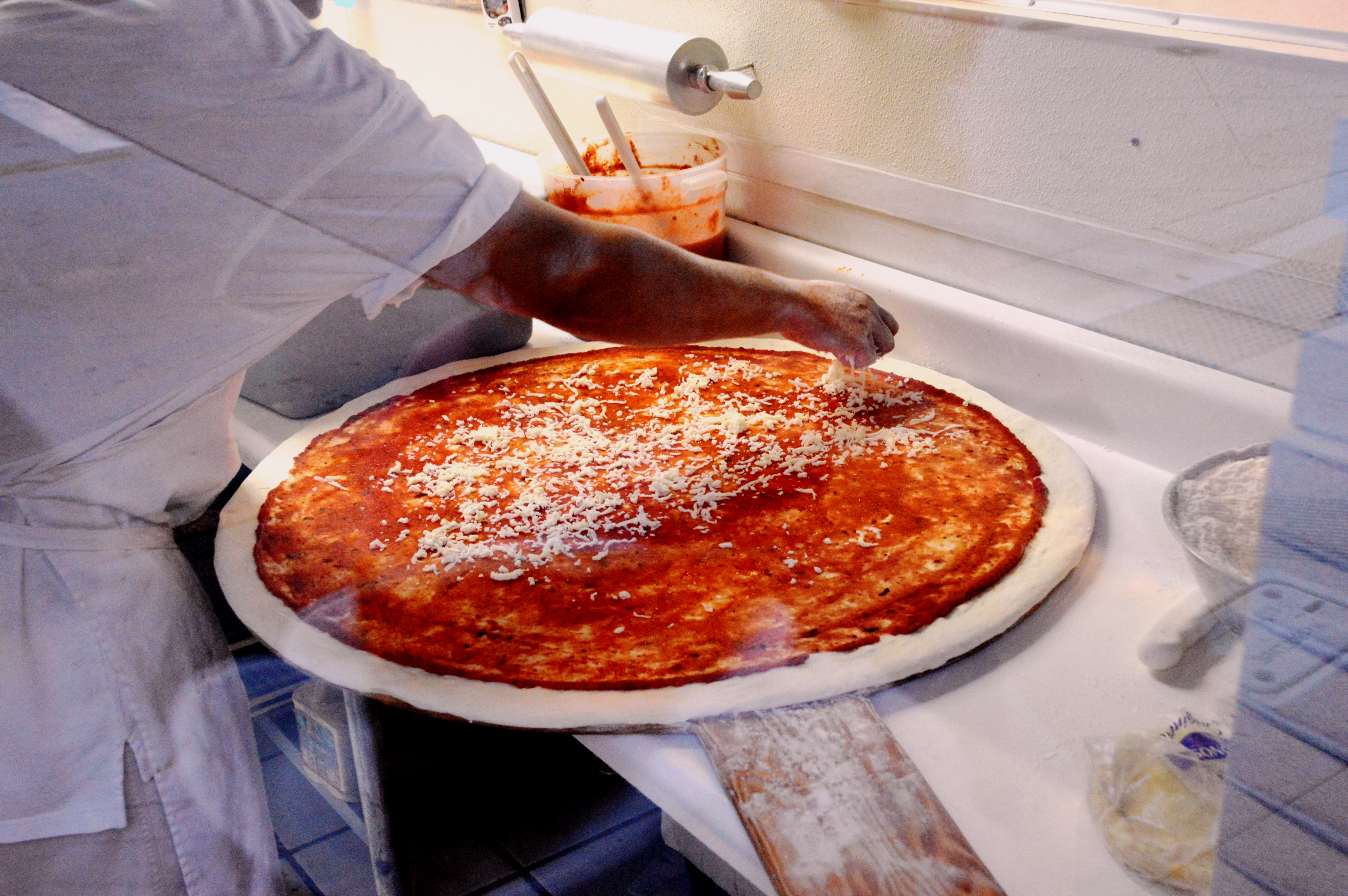
Раскладывание сыра
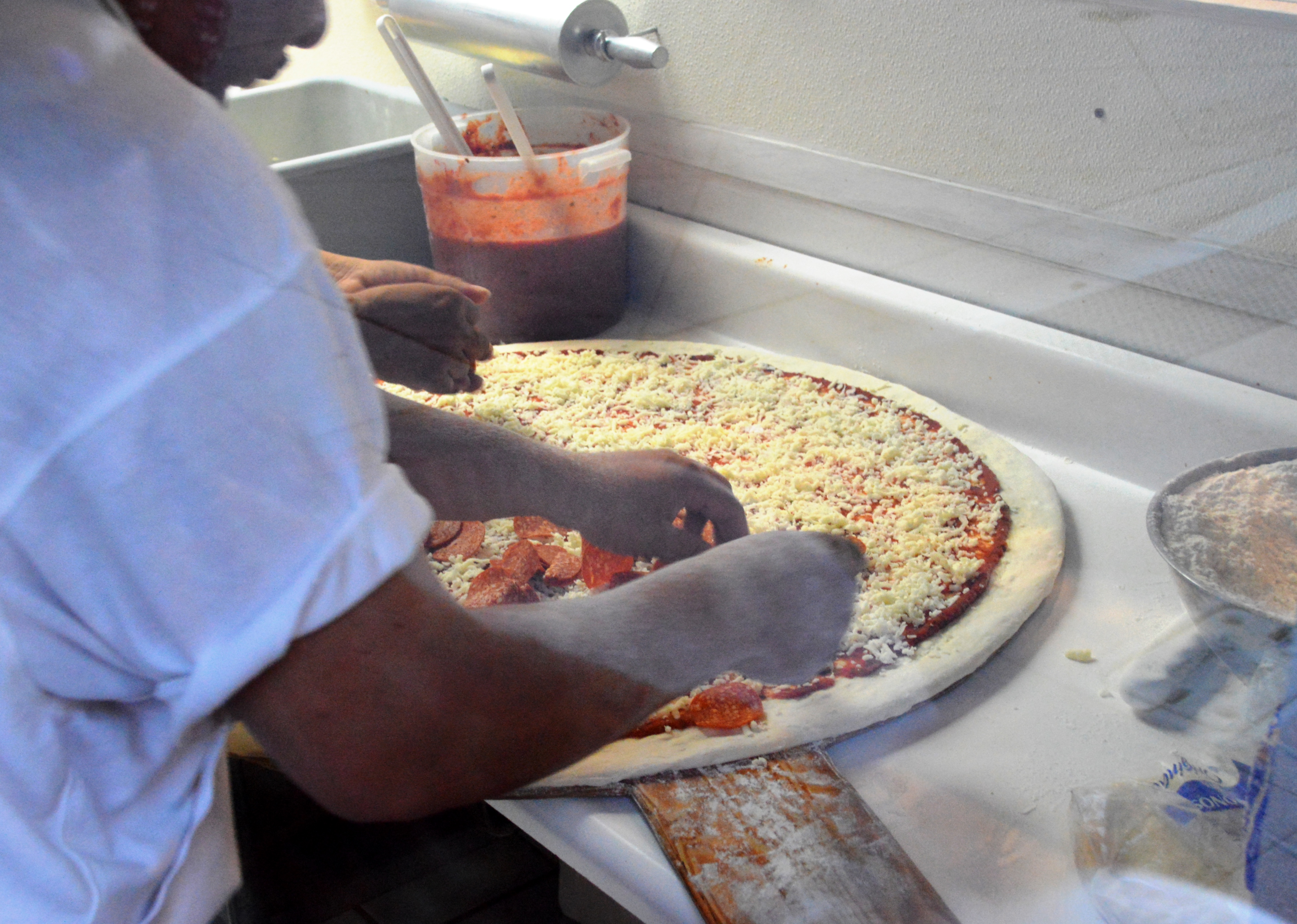
и колбасы

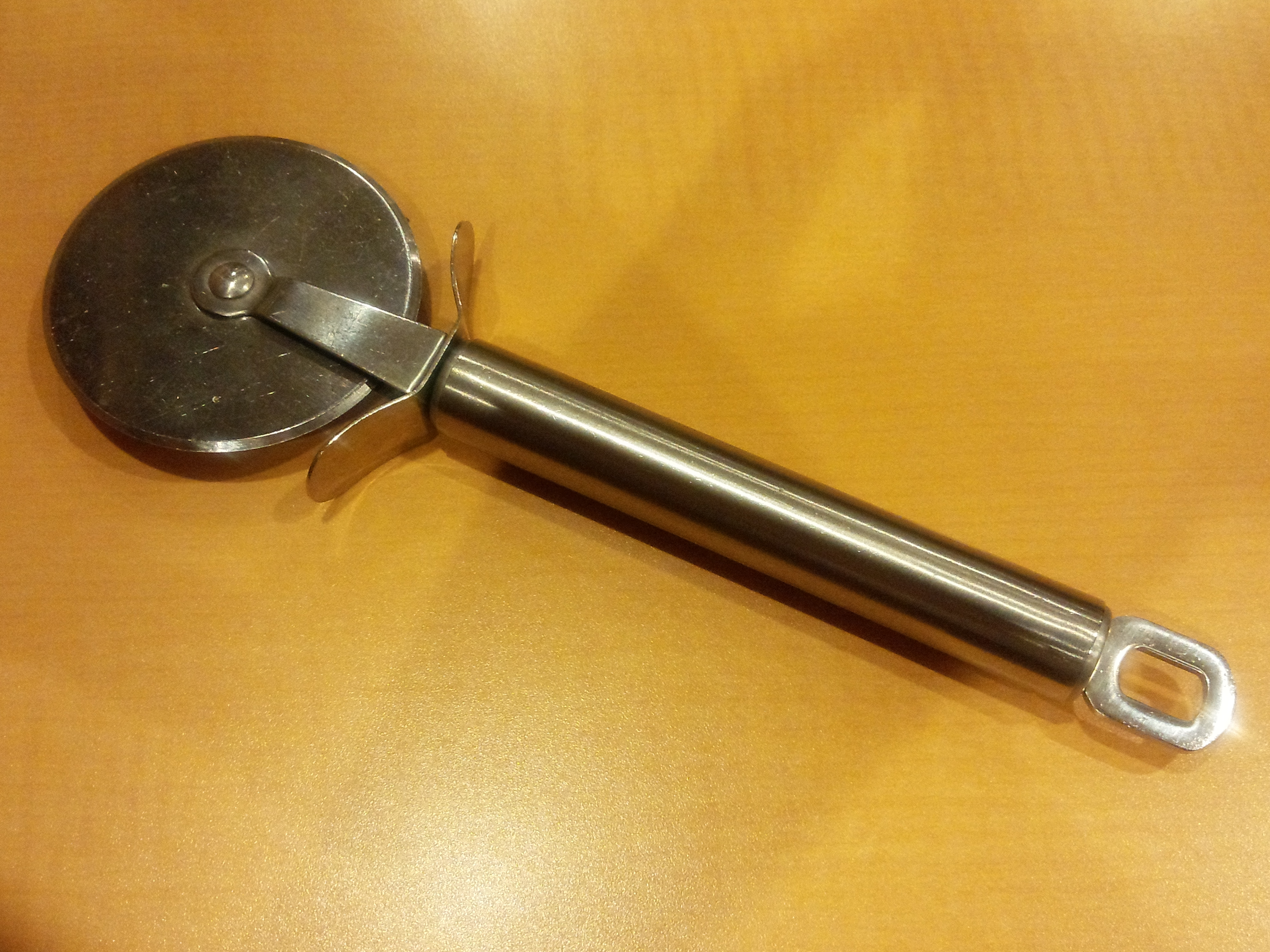
Нож для пиццы

Готовую пиццу разрезают специальным ножом. Существуют порционные пиццы небольшого размера — пиццетты, не требующие разрезания.

## Виды и стили
Начинка пиццы сильно варьируется в зависимости от рецепта.
- Pizza alla marinara (маринара) — с помидорами, чесноком, оливковым маслом и орегано (дополнительно анчоусы и каперсы), покрытая соусом маринара; предположительно, является самой старинной пиццей с томатами[6].
- Pizza Margherita (Маргарита) — с помидорами (иногда без), моцареллой (иногда дополнительно посыпается пармезаном), оливковым маслом и базиликом. Разновидность Маргариты Margherita bianca без помидоров.
- Pizza Napolitana/Napoli («по-неаполитански», неаполитанская пицца) — с помидорами, моцареллой, пармезаном, анчоусами, оливковым маслом, орегано и базиликом. Эта пицца очень тонкая и выпекается при высоких температурах (около 400 °C) за две минуты. Её можно съесть без использования столовых приборов, предварительно свернув её a libro («как книгу»). 
 Настоящая неаполитанская пицца сделана из помидоров Сан-Марцано, выращенных на вулканических равнинах к югу от Везувия, и моцареллы ди буфала Кампана, приготовленной из молока буйволов, выращенных в болотах Кампании и Лацио (этот бренд моцареллы защищен европейским географическим происхождением сыра[7])). 
 Тонкая пицца-маца, схожая с пиццей по-неаполитански, также изготовляется в Израиле.
- Pizza con le cozze — с мидиями, чесноком, оливковым маслом и петрушкой.
- Pizza alle vongole — с венерками (двустворчатые моллюски), помидорами, чесноком, оливковым маслом, и орегано.
- Pizza aglio e olio — с горячим оливковым маслом, слегка обжаренным в нём чесноком и орегано.
- Pizza aglio, olio e pomodoro — оливковое масло, чеснок, орегано и помидоры.
- Pizza Regina — с помидорами, моцареллой, шампиньонами, ветчиной, орегано (иногда ещё и с чёрными оливками).
- Pizza capricciosa (пицца капричоза) — готовится с сыром моцарелла, запеченной ветчиной, грибами, помидорами и артишоком[8], зелёными или чёрными оливками[9] .
- Pizza ai quattro formaggi (четыре сыра) — с томатным или сырным соусом и четырьмя различными сортами сыра.
- Pizza quattro stagioni (четыре сезона) — общим ингредиентом являются помидоры. Пицца разделена на четыре части, каждая из которых означает одно из времён года:
  - Весна: оливки и артишоки;
  - Лето: салями и чёрный перец;
  - Осень: помидоры и моцарелла (как Маргарита);
  - Зима: грибы и варёные яйца.
- Pizza ai funghi e salsicce (или boscaiola) (фунги) — с моцареллой, грибами, сосисками, с помидорами или без.
- Pizza Diabola (диабола) — пицца с салями и острым калабрийским перцем.
- Pizza al tonno — с тунцом.
- Pizza ai frutti di mare — с морепродуктами.
- Pizza Hawaii (гавайская) — с ветчиной и ананасом.
- Sicilian pizza (сицилийская пицца, сфинчоне) — с анчоусами, пицца с толстым тестом или глубоким блюдом (обычно квадратная), появившаяся в XVII веке на Сицилии: по сути, это фокачча, которую обычно покрывают томатным соусом и другими ингредиентами. До 1860-х годов сфинчоне был типом пиццы, обычно потребляемой на Сицилии, особенно в западной части острова[10].
- пицца пульезе, приготовленная с помидорами, моцареллой и луком[11].

Одной из необычных разновидностей пиццы является закрытый кальцоне (calzone, «конверт с начинкой»), который складывается пополам и в таком виде запекается. Традиционной начинкой являются сыр рикотта, ветчина, грибы, моцарелла, пармезан и орегано. Первоначально кальцоне выпекались на жиру не в печи/духовке, а на плите в сковороде.
Почти закрытым видом является также скрученный в ролл стромболи.
В последнее время стали популярны вегетарианские пиццы, которые могут быть как без мяса, молочных продуктов, и даже без применения пшеничной муки, которая используется для приготовления теста. Само тесто делается из измельчённого семени льна, моркови, сельдерея и кабачков. Все компоненты смешиваются, формируется корж и высушивается в приборе, испаряющем влагу.
Существуют также пиццы-десерты: шоколадная, клубничная (см. клубника), с разными фруктами и ягодами, вафельная пиццелле и др.

### Стили
- Пицца по-чикагски
- Detroit-style pizza[англ.]
- California-style pizza[англ.]
- St. Louis-style pizza[англ.]
- Греческая пицца[англ.]
- Жареная пицца

см. Pizza#Styles

## Распространение
Пицца распространилась главным образом в США и Европе, где появились развитые сети пиццерий, большинство из которых предлагают доставку пиццы по адресу заказчика.

### Мальта
Под влиянием итальянской культуры пицца получила большую популярность на Мальте. Мальтийцы немного усовершенствовали рецепт и готовят пиццу, используя местный сорт сыра — джбейна (мальт. ġbejna).

### США

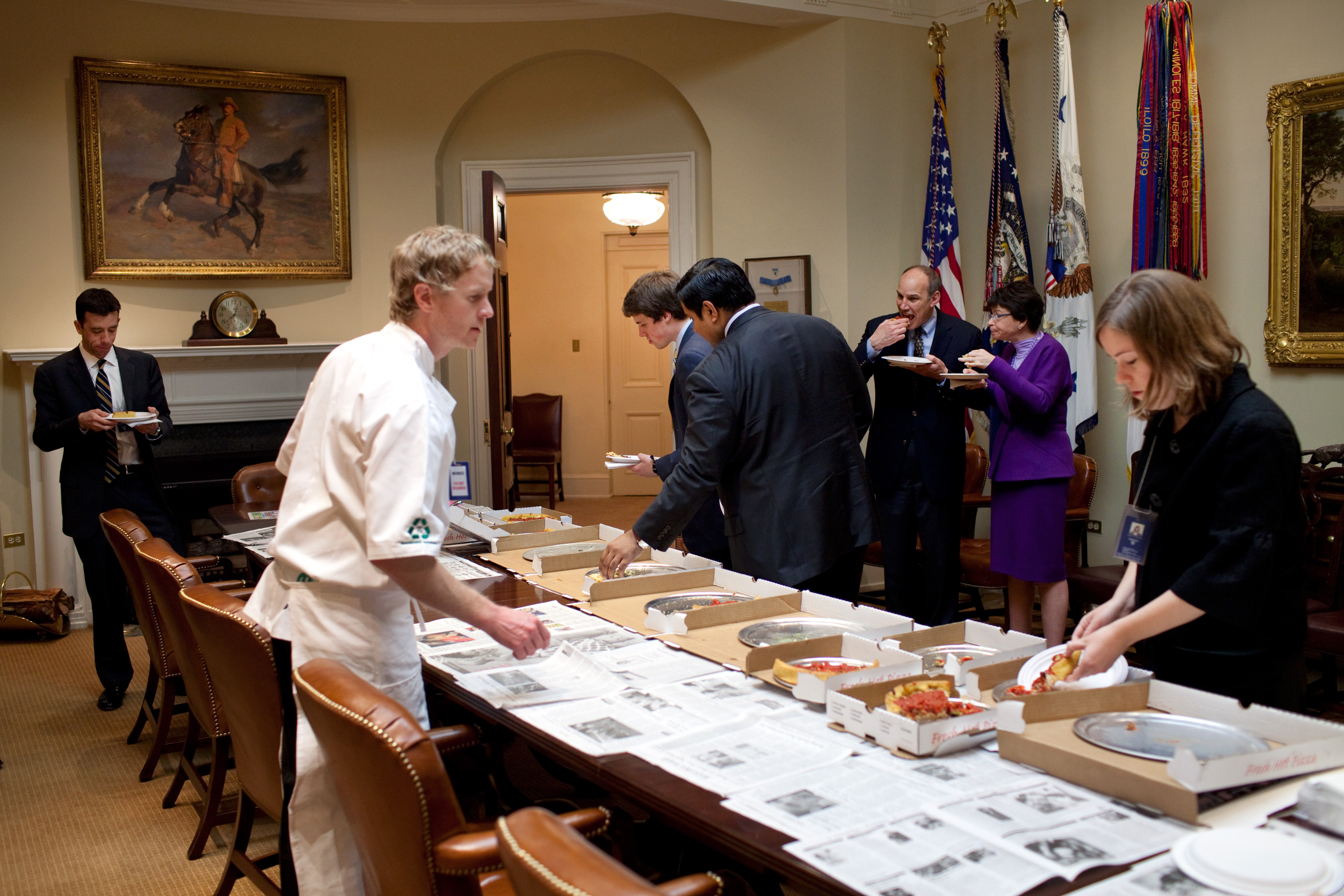
Поедание пиццы в Белом доме (США)

В связи с широким влиянием итальянских и греческих иммигрантов на американскую культуру, в США пицца получила очень широкое распространение. Имеется достаточно большое количество региональных видов пиццы, имеющих лишь отдаленное сходство с итальянским оригиналом. Толщина коржа зависит от предпочтений потребителя, одинаково популярны пицца на толстом и на тонком тесте. Зачастую при создании новых видов пиццы используются такие чисто американские продукты, как курица барбекю или бекон.

#### Ингредиенты
Американская пицца в составе своего теста часто имеет растительное масло, не всегда оливковое, в традиционных итальянских рецептах такого встретить невозможно. Количество и состав начинки, а также размеры самой пиццы могут меняться в очень широких пределах. Иногда начинка пиццы называется топпингом, что слегка противоречит с определением. Кроме того, в американской пицце (по крайней мере с тонким коржом) используется мука с высоким содержанием клейковины (часто 13-14 %). Такое тесто может растягиваться без разрывов.
Могут быть добавлены различные начинки, обычно это:
- Томатный соус — обычная замена томатной пасте, используемой в итальянских пиццах, довольно сильно приправленный специями, однородный соус с низким содержанием воды. Например, иногда используется соус для барбекю.
- Сыр, обычно моцарелла, а также проволоне, чеддер, пармезан, фета, и другие сыры.
- Фрукты и овощи: чеснок, сердцевины артишока, баклажаны, оливки, каперсы, лук, шпинат, помидоры, зелёный перец чили, ананас и другие.
- Грибы, как правило шампиньоны или белые, реже трюфели.
- Мясные продукты: колбасы салями, пеперони, итальянская ветчина, бекон, говядина, а также мясо курицы.
- Морепродукты: анчоусы, тунец, сёмга, креветки, осьминоги, кальмары, мидии.
- Травы и специи: базилик, орегано, чёрный перец, перец чили.
- Орехи: кешью, фисташки и кедровые орехи.
- Масло: оливковое, грецкого ореха или трюфельное.

В некоторых рецептах томатный соус либо отсутствует (белая пицца), либо заменён другим соусом (чаще всего чесночное масло, а также соусы со шпинатом и луком). В Филадельфии существуют томатные пиццы, содержащие только соус, либо соус со спелыми римскими помидорами и специями без сыра, а также пицца «вверх ногами», имеющая снизу сыр и покрытая соусом сверху. Пицца употребляется горячей (обычно на ланч или обед), остывшие оставшиеся куски используются на завтрак.

#### Виды американской пиццы
Нью-йоркская пицца (New York-style pizza) — вид пиццы, родившийся в Нью-Йорке, принесённый иммигрантами из Неаполя — родины пиццы. Часто имеет внушительные размеры, ломтики тонкие и гибкие. Тесто замешивается вручную, используется умеренное количество соуса и сыра. Нью-йоркскую пиццу можно считать увеличенным вариантом неаполитанской пиццы. Ломтики пиццы всегда едят сложенными пополам или даже сложенными друг на друга, в связи с размером и гибкостью коржа. Этот вид пиццы доминирует в северо-восточных штатах. Если житель США говорит «пицца» — то скорее всего он подразумевает именно нью-йоркский вариант её исполнения. Многие пиццерии в Нью-Йорке предлагают две основные разновидности пиццы: «неаполитанскую», или «обычную», отличающуюся более тонким коржом круглой формы, и «сицилийскую», или «прямоугольную», с более толстым тестом, разрезаемую на прямоугольные куски. Другой вид пиццы, более популярный на Лонг-Айленде (реже в районах Куинс и Манхэттен) — бабушкина пицца (Grandma pizza). Эта пицца имеет прямоугольную форму и тонкую, хрустящую корочку. Имеет меньшее, чем обычно, количество сыра. Иногда в тесто замешиваются специи и масло.
Пицца Нью-Хэйвен (New Haven-style pizza), также известная как пицца, популярная среди жителей Южного Коннектикута. Пицца имеет тонкий корж, который может быть как мягким, так и достаточно жёстким, в зависимости от конкретного производителя. По умолчанию используется вариант «белой» пиццы, заправленной только чесноком и твёрдым сыром; клиенты, которые хотят добавить томатный соус или сыр моцарелла, должны попросить об этом отдельно. Пицца имеет очень тёмный, «выжженный» хрустящий корж, который отличается горьким вкусом, компенсирующимся за счёт сладости помидоров или другой начинки.
Греческая пицца (Greece-style pizza) — вариант, популярный в Новой Англии; получивший распространение в пиццериях, принадлежащих греческим иммигрантам. Пицца имеет более толстый корж и запечена на сковороде в печи, а не прямо на камне. Обычное оливковое масло является частью топпинга, а также используется для смазки сковороды и получения хрустящей корочки на корже. Рецепты пиццы, использующиеся в других частях страны, включают в себя сыр фета, маслины Каламате и греческие специи, такие как орегано.
Чикагская пицца (Chicago-style pizza или Chicago-style deep-dish pizza) имеет толстый корж, сформированный в глубокой форме для выпекания. Порядок ингредиентов изменён: корж, сыр, топпинг, соус сверху. Некоторые виды (называемые stuffed — пицца-стафф) имеют два коржа и соус сверху. Этот вид пиццы был придуман Айком Сьюэллом и Риком Риккардо (Ike Sewell and Ric Riccardo) и впервые представлен в 1943 году в пиццерии Pizzeria Uno, действующей и по сей день. Стоит добавить, что Pizzeria Uno имеет близнеца — Pizzeria Due. Эта пицца стала известна в Европе во многом благодаря сети пиццерий «Пицца Хат».
Чикагская пицца на тонком тесте (Chicago-style thin-crust pizza) имеет более тонкое тесто, чем Chicago-style deep dish, и выпекается плоской, а не в форме. Корж, хотя и тонкий, обладает достаточной прочностью, в отличие от нью-йоркской пиццы. Корж смазан томатным соусом по южноитальянскому рецепту, который предполагает содержание трав и вина, и как правило не содержит видимых кусочков помидоров. Затем добавляется слой начинки и слой сыра моцарелла, который часто отделяется от коржа из-за томатного соуса. Пицца нарезается на три-четыре квадрата (8-10 см), а не на клинья, как это делается обычно. В связи с небольшим размером кусков необходимость складывать пиццу отпадает. Чикагская пицца на тонком тесте распространена по всему Среднему Западу США. Наиболее известные сети пиццерий — Aurelio’s Pizza, Home Run Inn and Rosati’s Pizza.
Сент-Луисская пицца (St. Louis-style pizza) — вариант чикагской пиццы на тонком тесте, популярный в Сент-Луисе, штат Миссури, а также Южном Иллинойсе. Наиболее ярким отличием является использование сыра провел (Provel) вместо моцареллы. Реже используется смесь этих сыров. Начинка, как правило, состоят из свежих ингредиентов, нарезанных кубиками. Общим для этого вида пиццы является наличие сверху крупных кусочков лука, нарезанной кольцами паприки и целой полоски бекона. В случае заказа пиццы с колбасой или другими мясными продуктами, мясо давится руками. Тонкое тесто после приготовления становится хрустящим и его иногда сравнивают с крекером. Несмотря на круглый корж, пицца нарезается на квадратные куски.
Калифорнийская пицца (California-style pizza) готовится из нетрадиционных ингредиентов. Предпочтение отдаётся свежим продуктам. Популярный вариант — тайская пицца с курицей — готовится с арахисовым соусом, ростками фасоли, морковью и соусом барбекю сверху. Этот рецепт был придуман в ресторане Chez Panisse в Беркли, Калифорния (Berkeley, California), и был популяризован сетями «California Pizza Kitchen», «Wolfgang Puck’s» и другими.
Гавайская пицца (Hawaiian pizza) готовится с канадским беконом (или нарезанной ветчиной), ананасом и сыром моцарелла. Этот вид пиццы особенно популярен в западной части США, а также в Австралии, Канаде и Швеции, но никак не на Гавайских островах. Также гавайская пицца популярна в Европе.
Канадская пицца (Canadian-style pizza). Пицца с соусом маринара, смесью сыров чеддер и моцарелла, пеперони, бекона (обычно не канадского), грибов, нарезанного белого лука, очень популярна в Онтарио. Смесь орегано, петрушки и чеснока напоминает способ приготовления специй, распространенный в Монреале. Корж толстый, часто декорируется чесноком.
Пицца тако (Taco pizza). Для начинки использует ингредиенты, характерные для изготовления тако, такие, как салат, измельчённая говядина, ветчина, нарезанные помидоры, авокадо, кукурузные чипсы, сыр чеддер, сметана и соус тако.
Пицца-гриль (Grilled pizza), изобретена в Провиденсе, Род-Айленд (Providence, Rhode Island), имеет довольно тонкий корж, запекаемый на гриле, после приготовления пицца переворачивается, таким образом начинка располагается на запекаемой стороне.
Английские оладьи (English muffin), французский хлеб (French bread pizza) и пицца-рогалик (pizza bagels) — общераспространённые аналоги пиццы, которые можно приготовить в домашних условиях с помощью обыкновенной духовки или тостера. Требуют добавления соуса, тёртого сыра и пеперони. Французский хлеб также выпускается в виде полуфабриката.
Пицца Ник-О-Боли (Nic-o-boli) — это запечённый продукт, производимый компанией Nicola Pizza, приготовленный из компонентов, характерных для стромболи и имеющий форму кальцоне.

### Бразилия
В Бразилии пицца, пришедшая вместе с итальянскими иммигрантами очень популярна. В одном только Сан-Паулу расположены более 6000 заведений, предлагающих пиццу, и потребление пиццы составляет, по некоторым оценкам, 1,4 миллиона штук в день. Здесь в начале XX века была приготовлена первая бразильская пицца. До 1950-х годов пицца была популярна только в итальянской общине. Позже пицца становилась всё более популярна среди остального населения. Традиционные пиццерии до сих пор находятся в итальянских кварталах, таких как Bexiga / Bela Vista. Как правило, используются рецепты, характерные для неаполитанской пиццы.

### Австралия
Пицца популярна в Австралии, где имеется заметная доля жителей итальянского происхождения. Используются как традиционные итальянские сорта пиццы, так и австралийская пицца (australiana), имеющая в своей основе обыкновенный корж, соус, моцареллу и заправленная беконом и яйцом (традиционный австралийский завтрак). В такой пицце также могут использоваться креветки. В 1980-х австралийские пиццерии начали предлагать гурманские пиццы (gourmet pizzas), с премиум топпингом, таким как лосось, боккончини (bocconcini), тигровые креветки, а также с такими нетрадиционными ингредиентами, как мясо кенгуру, эму и крокодила. Также популярна пицца на открытом огне, которая готовится на впечатляюще выглядящей керамической печи, обогреваемой дровами.

### Индия
Пиццерии — активно развивающийся сегмент быстрого питания в индийских городах. С приходом таких сетей быстрого питания, как «Pizza Hut», «Domino’s», «Smoking Joe’s», «IQ Pizza» и др., пицца пришла в крупные города Индии и стала чрезвычайно популярной, особенно среди молодежи.
Изготовители пиццы также используют традиционные в Индии ингредиенты, такие как цыплёнок тандури (Tandoori Chicken) и добавление местного творога (известного в Индии, как Панир (Paneer). Индийская пицца в соответствии с местными традициями является более острой, чем её европейские аналоги. Кроме местных рецептов на рынке также присутствуют и традиционные виды пиццы.

### Япония
Японский вариант пиццы («окономияки») представляет собой жареную лепёшку с креветками или другими морепродуктами и овощами, хорошо смазанную специальным соусом и посыпанную сверху сушёной стружкой тунца. При подаче такая пицца делится плоской лопаточкой «котэ».

## Галерея

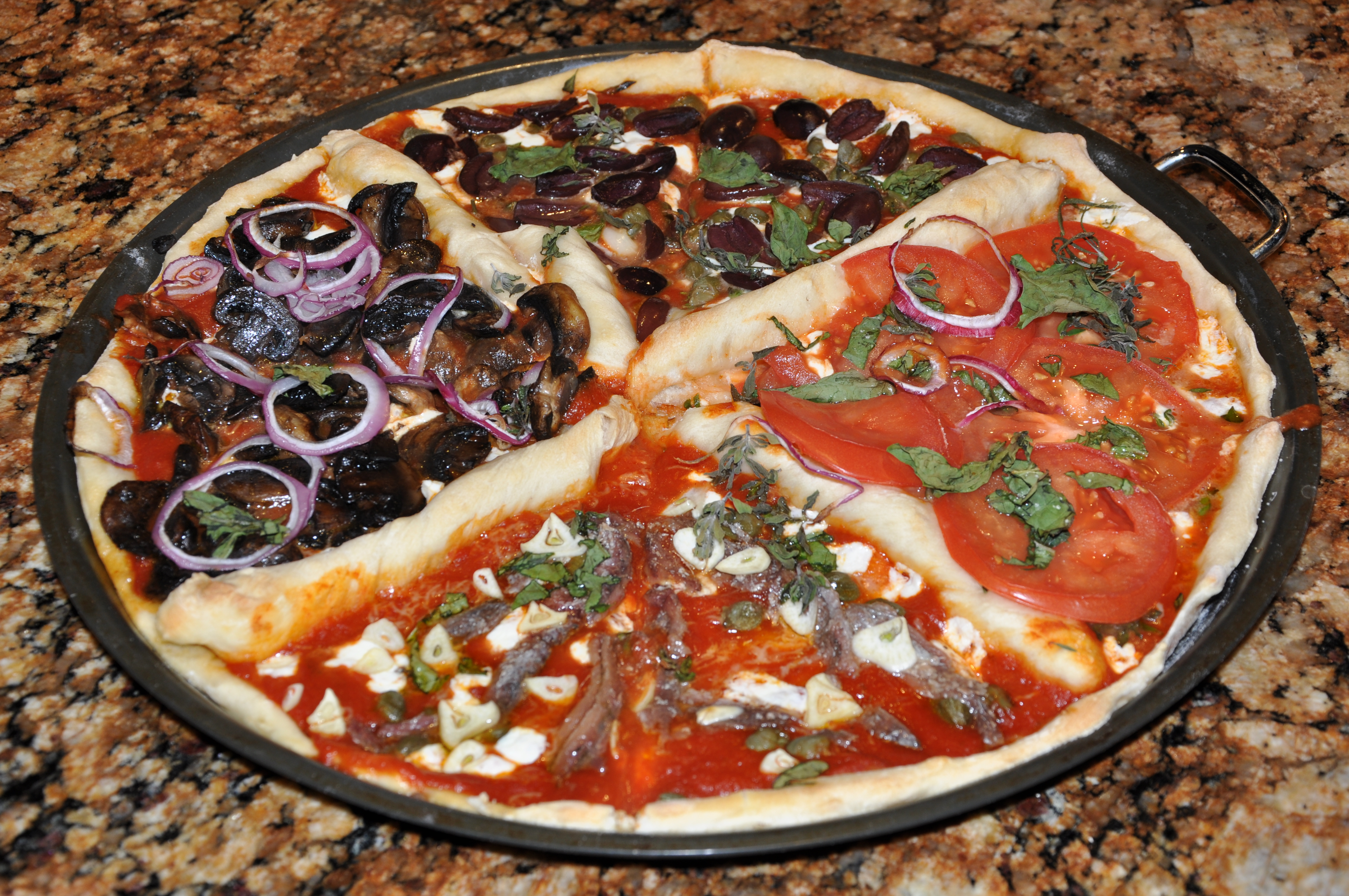
4 сезона
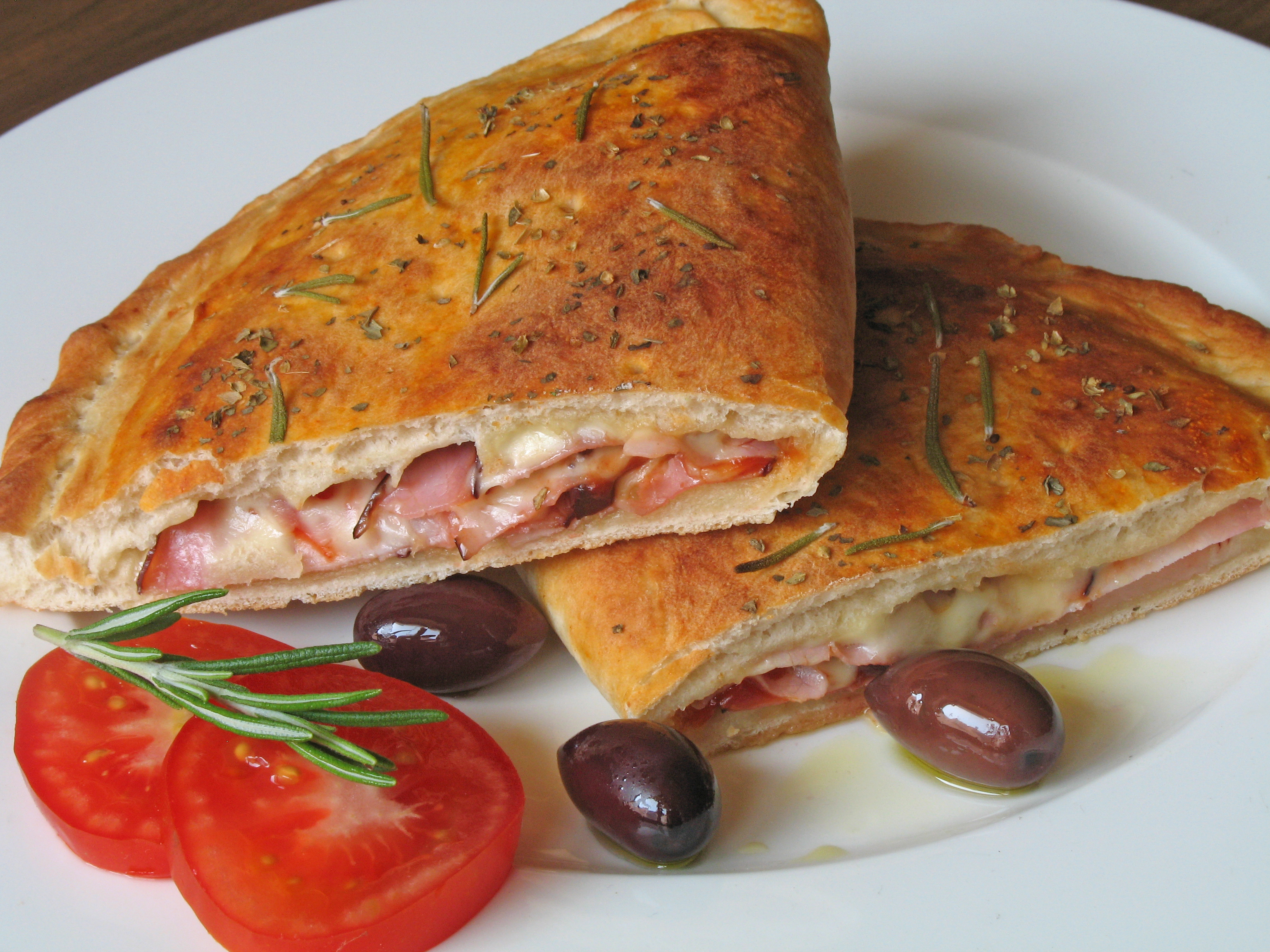
Кальцоне
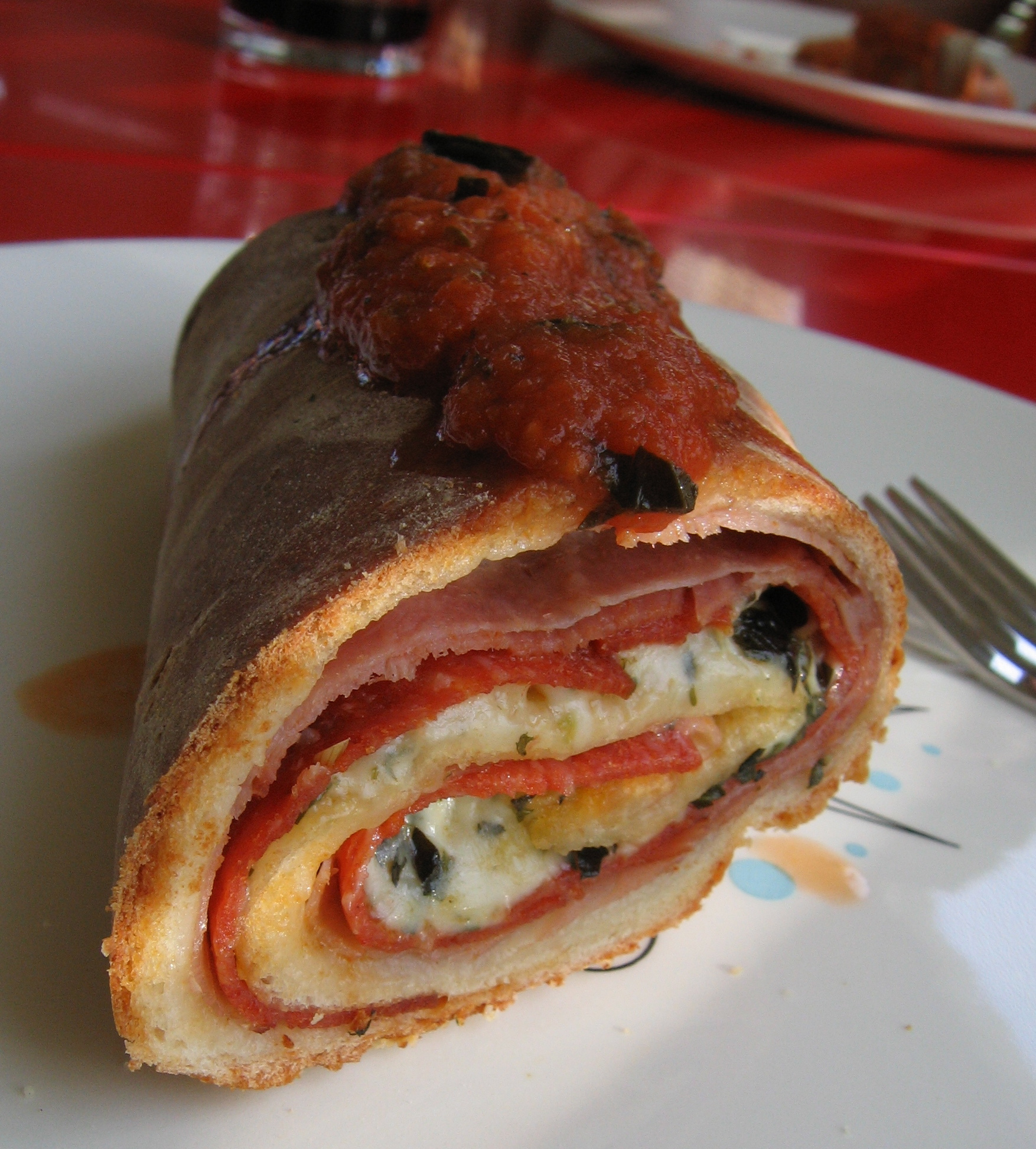
Стромболи
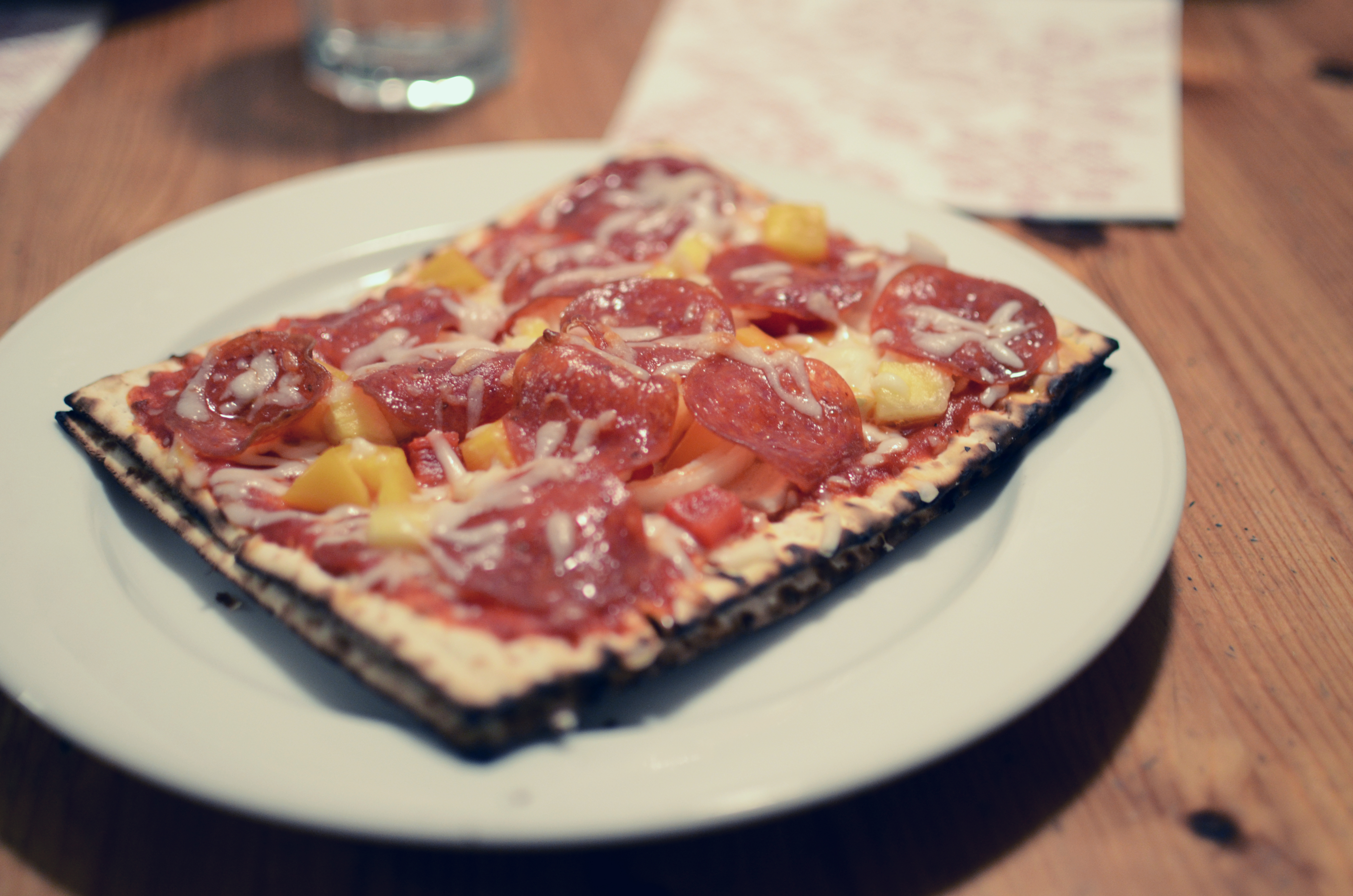
Израильская пицца-маца
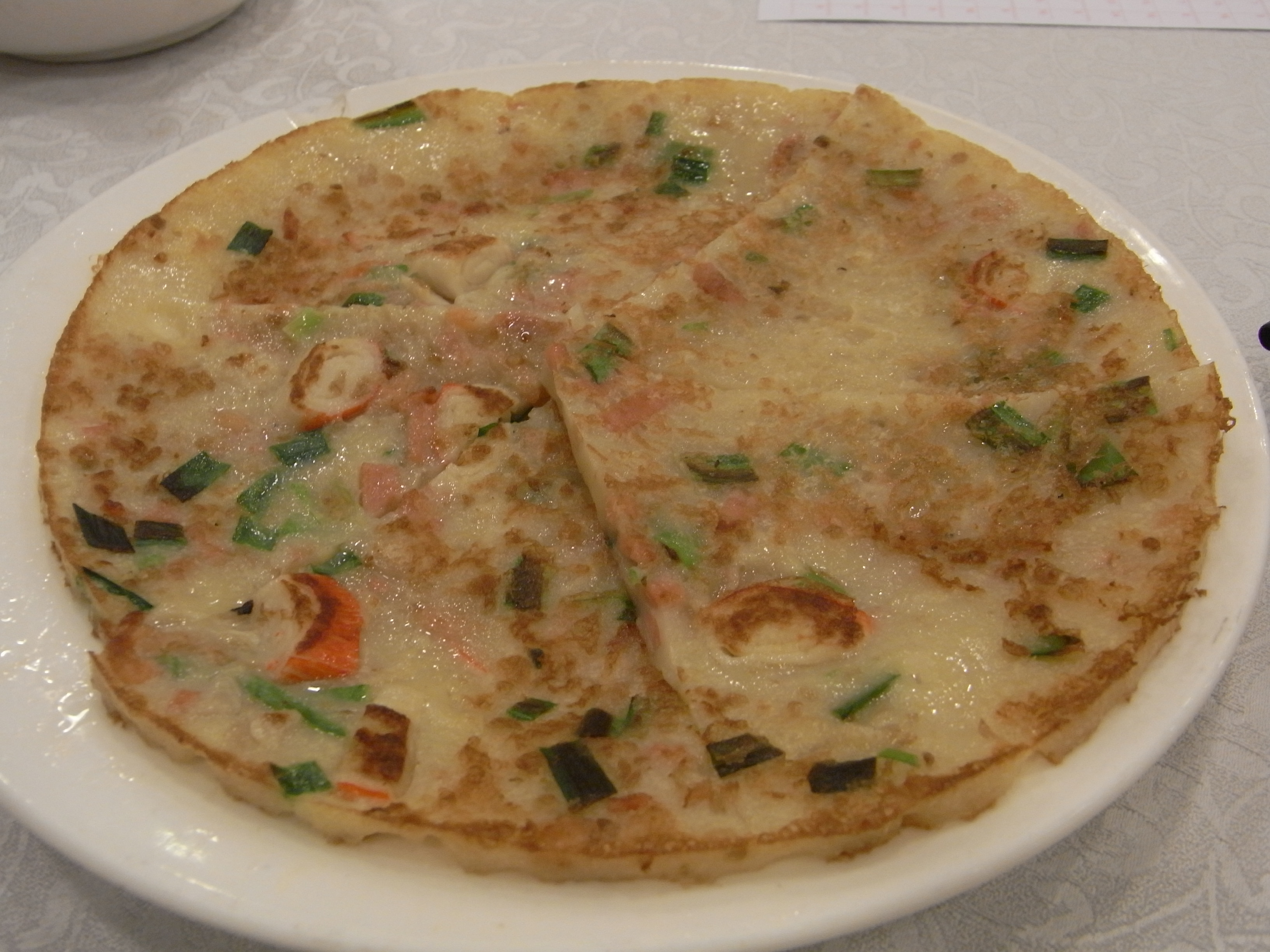
Китайская (Гонконг)
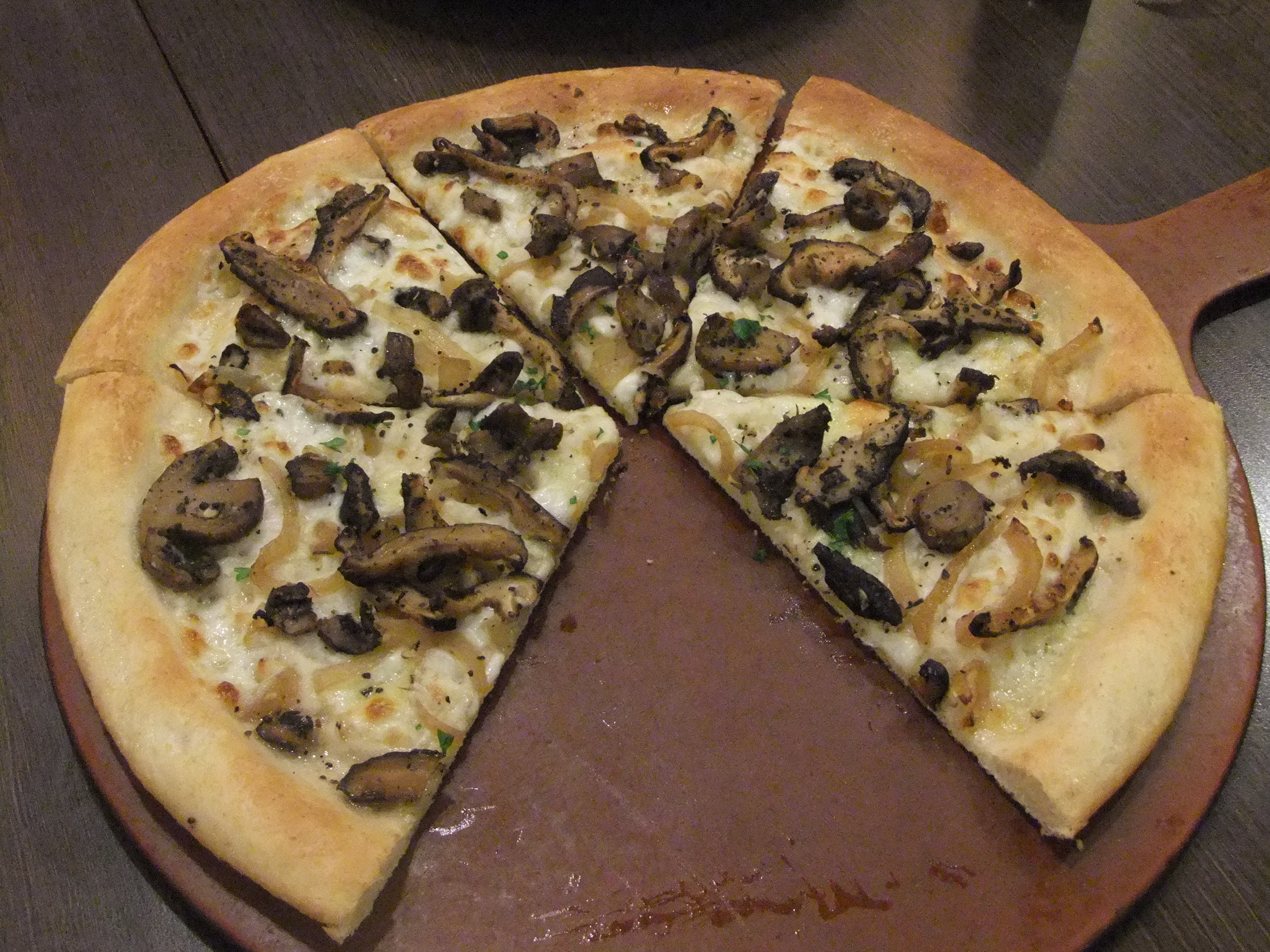
Белая с грибами (Бали)
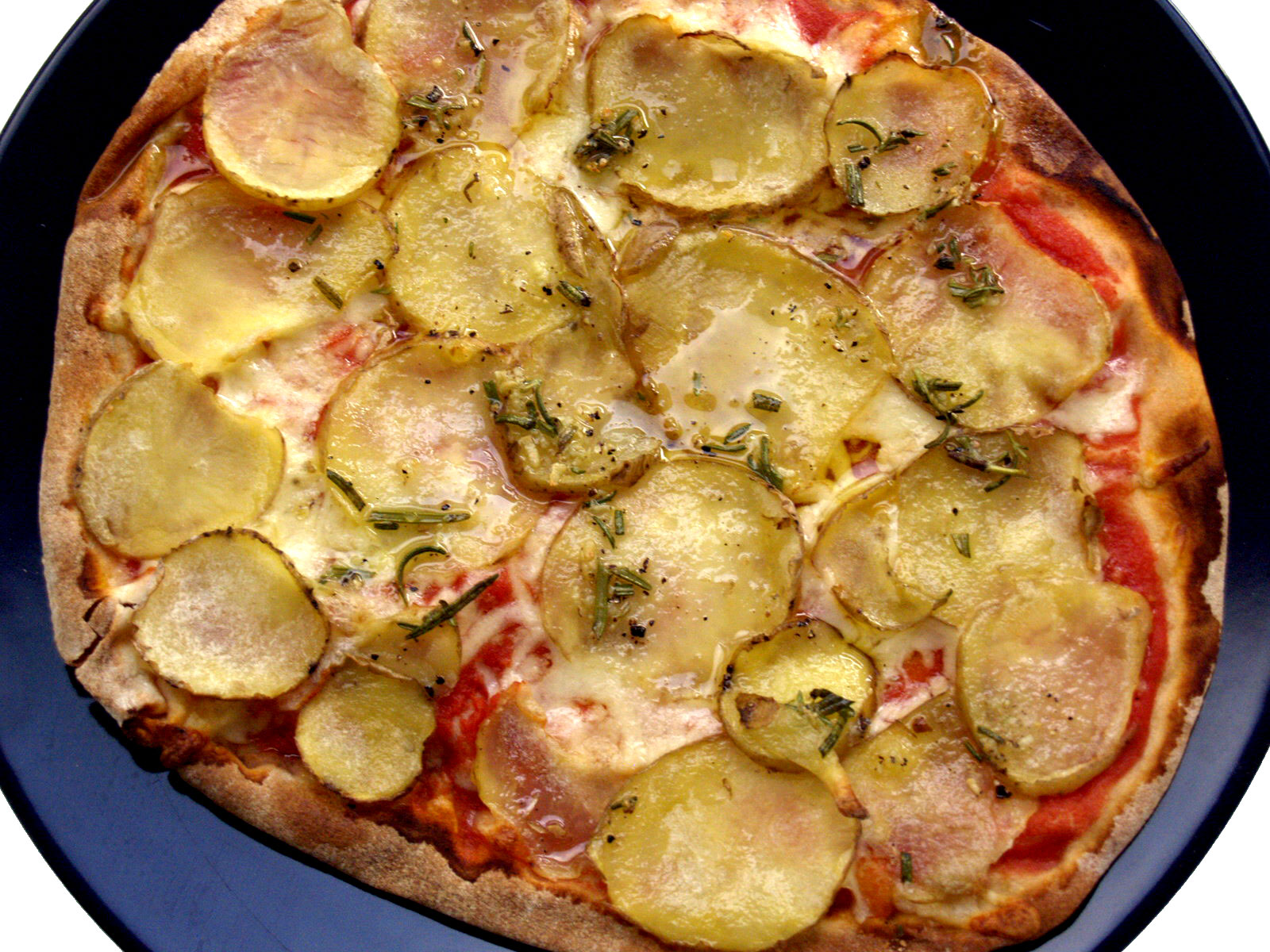
С картофелем (Дания)
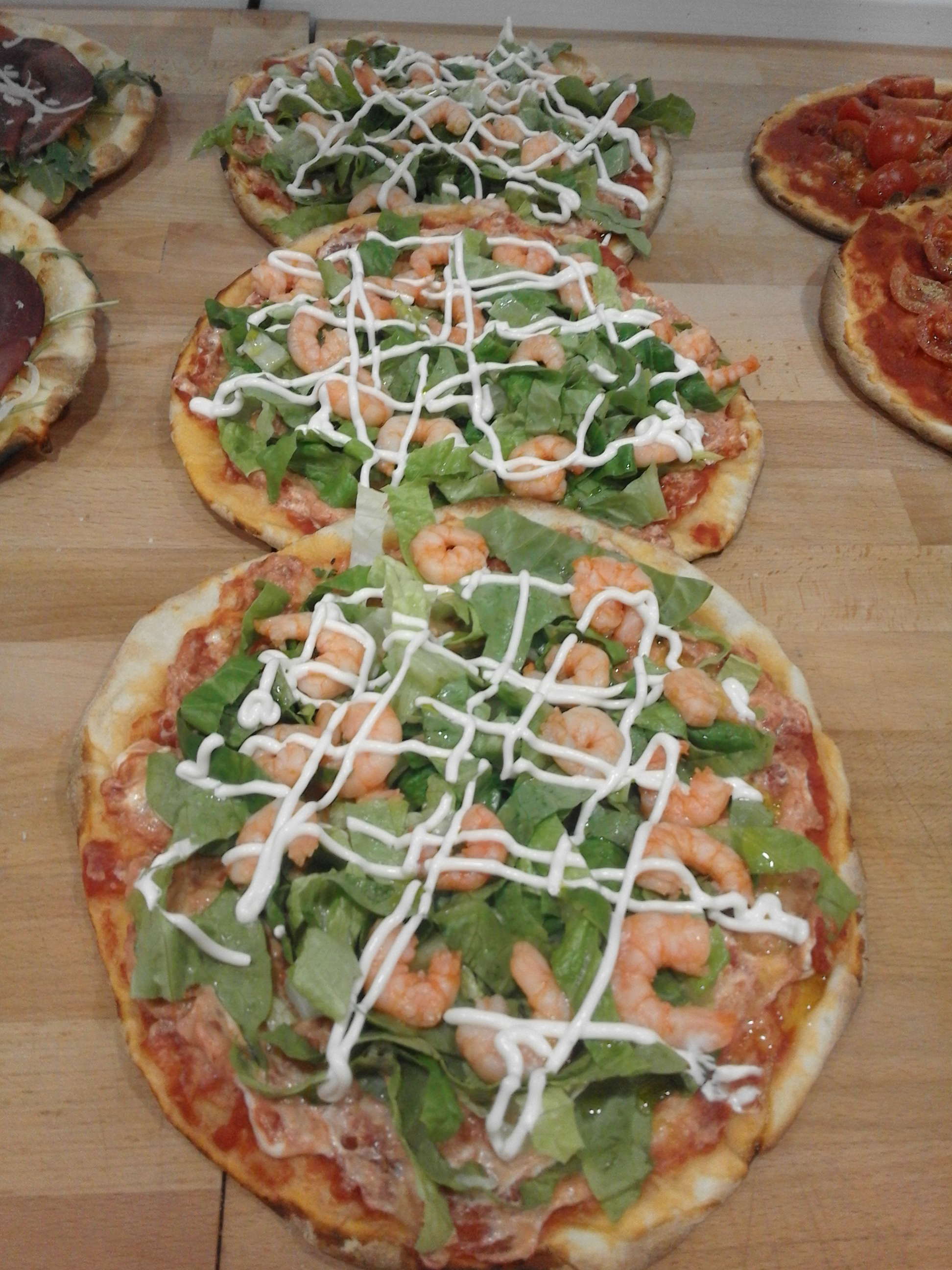
С креветками и салатом
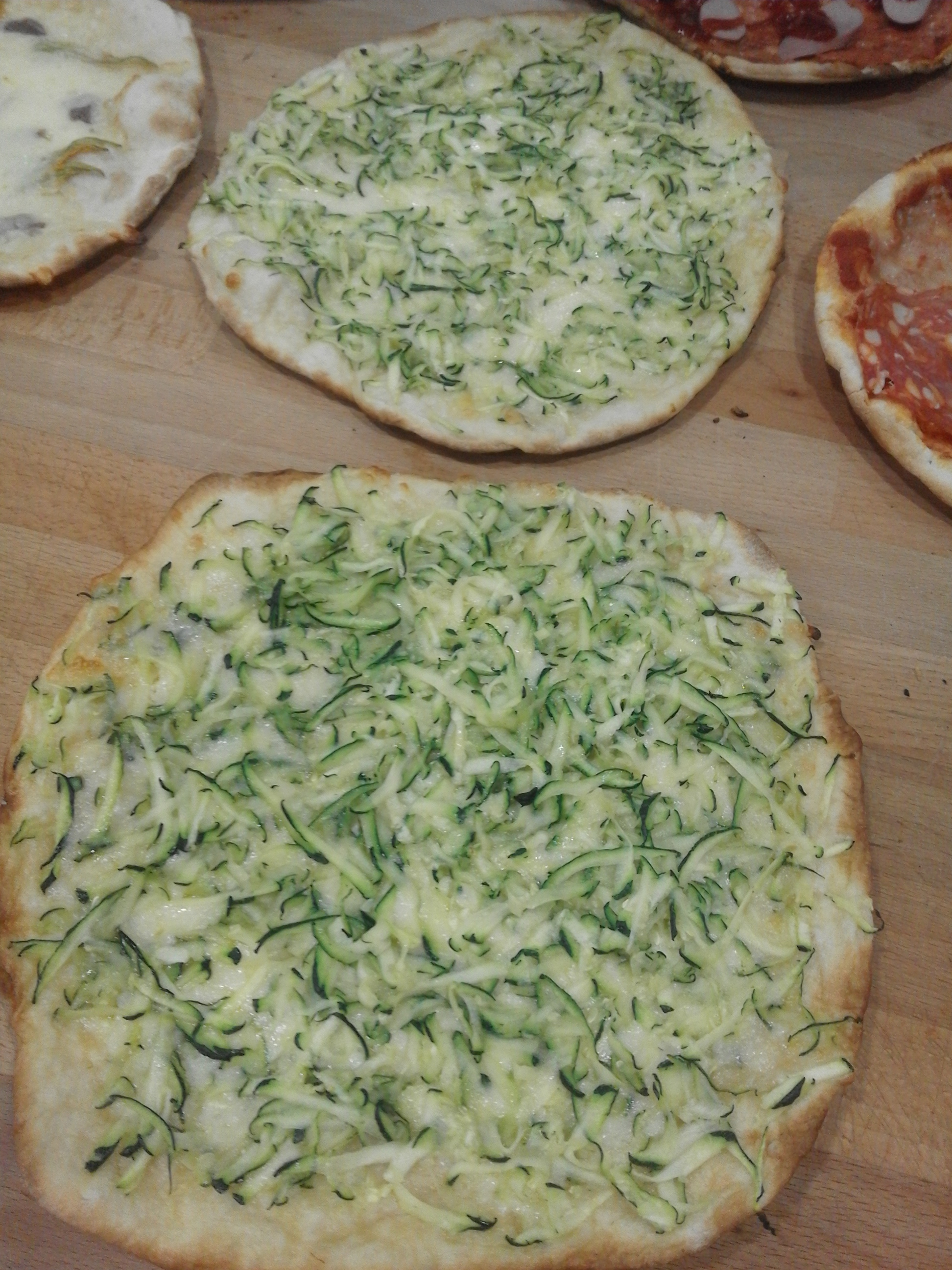
С цукини
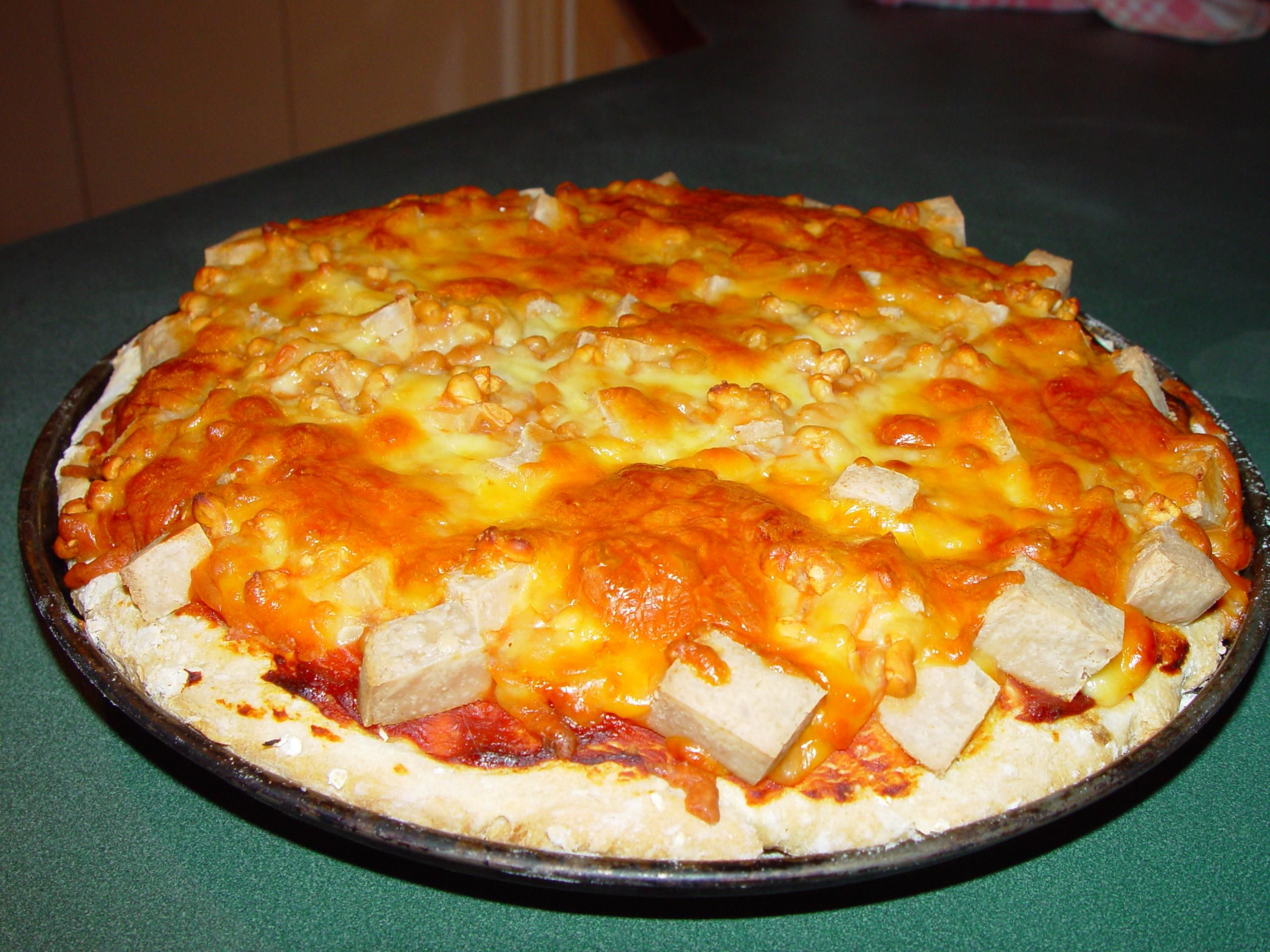
Вегетарианская с сыром
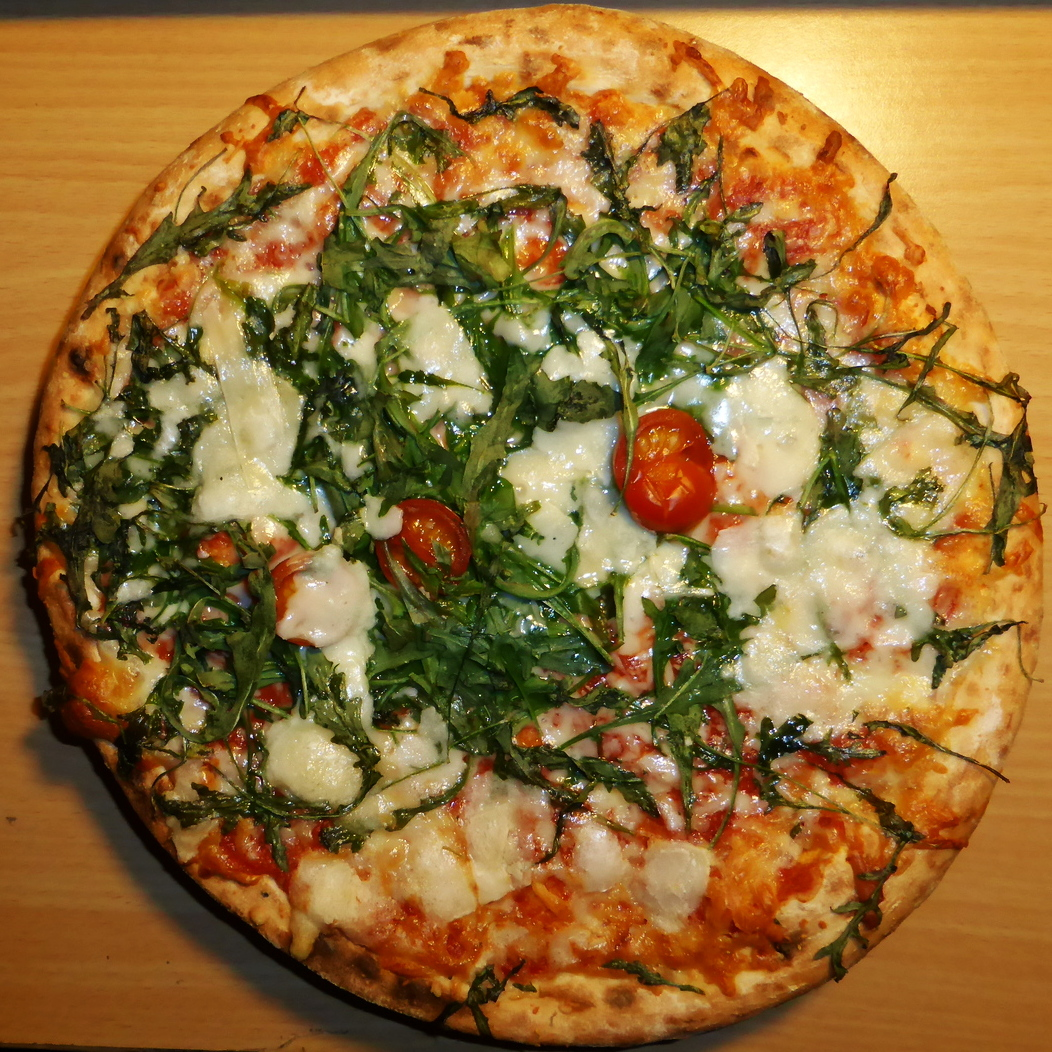
Вегетарианская с руколой
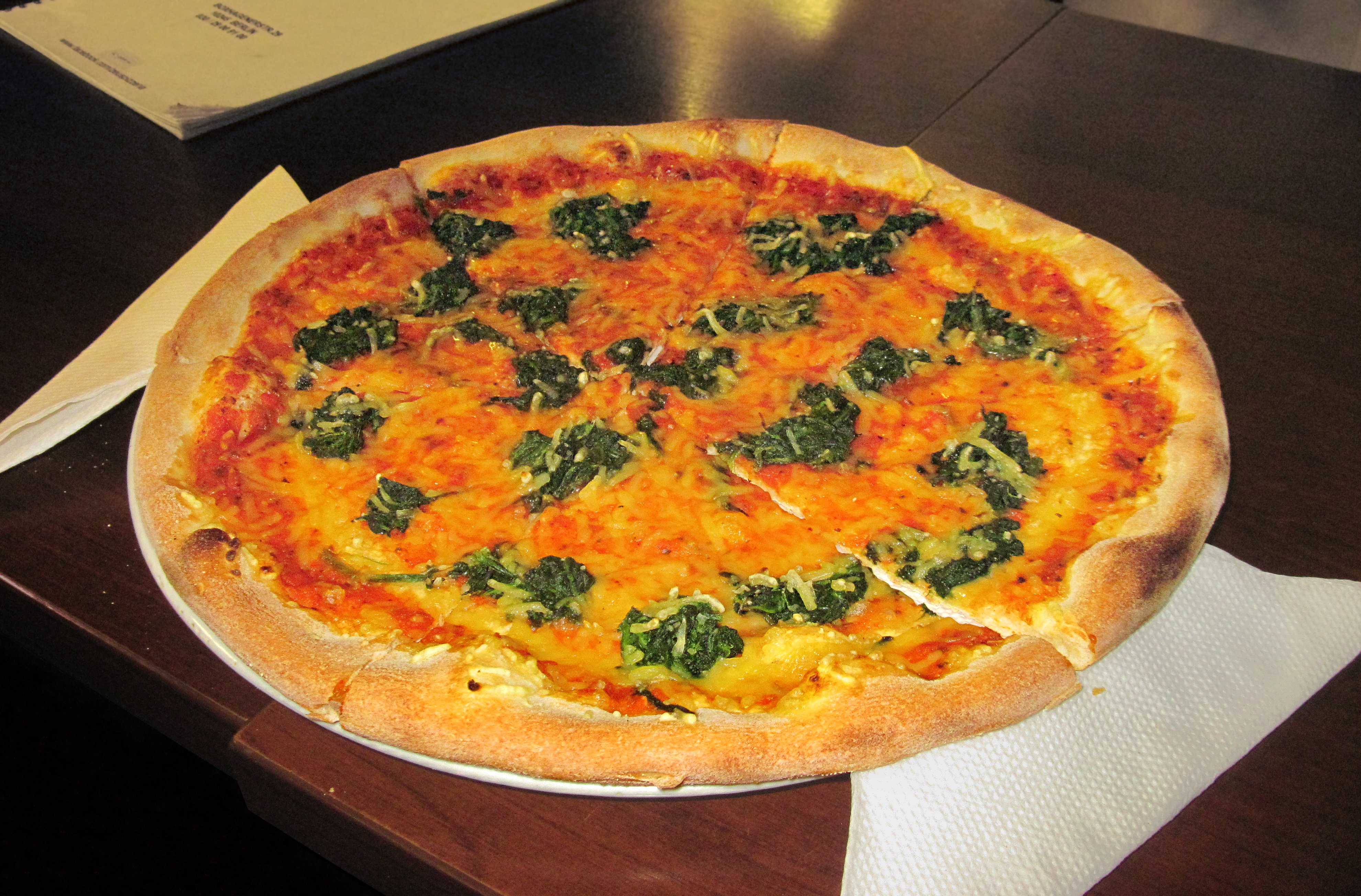
Со шпинатом
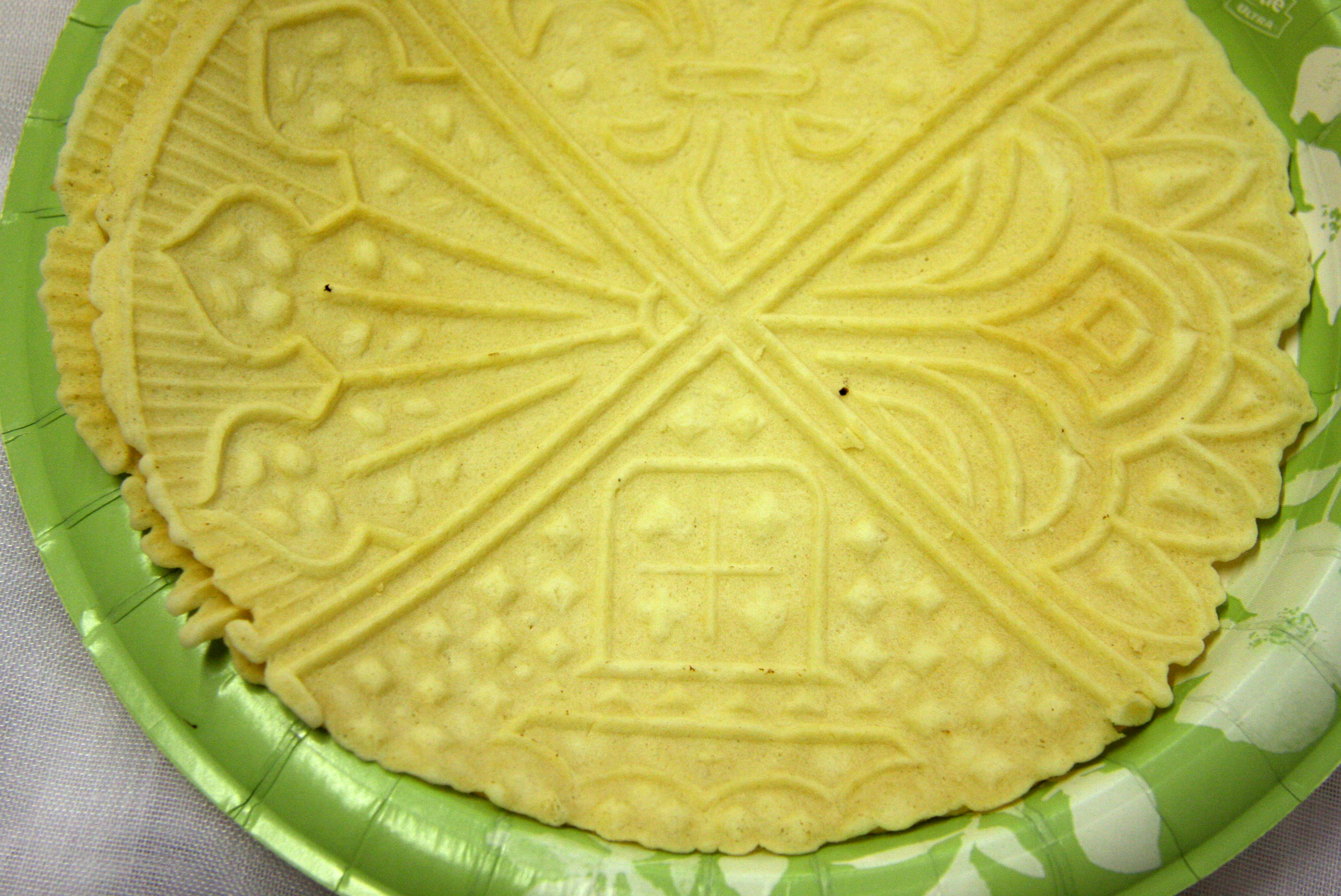
Вафельная пиццелле
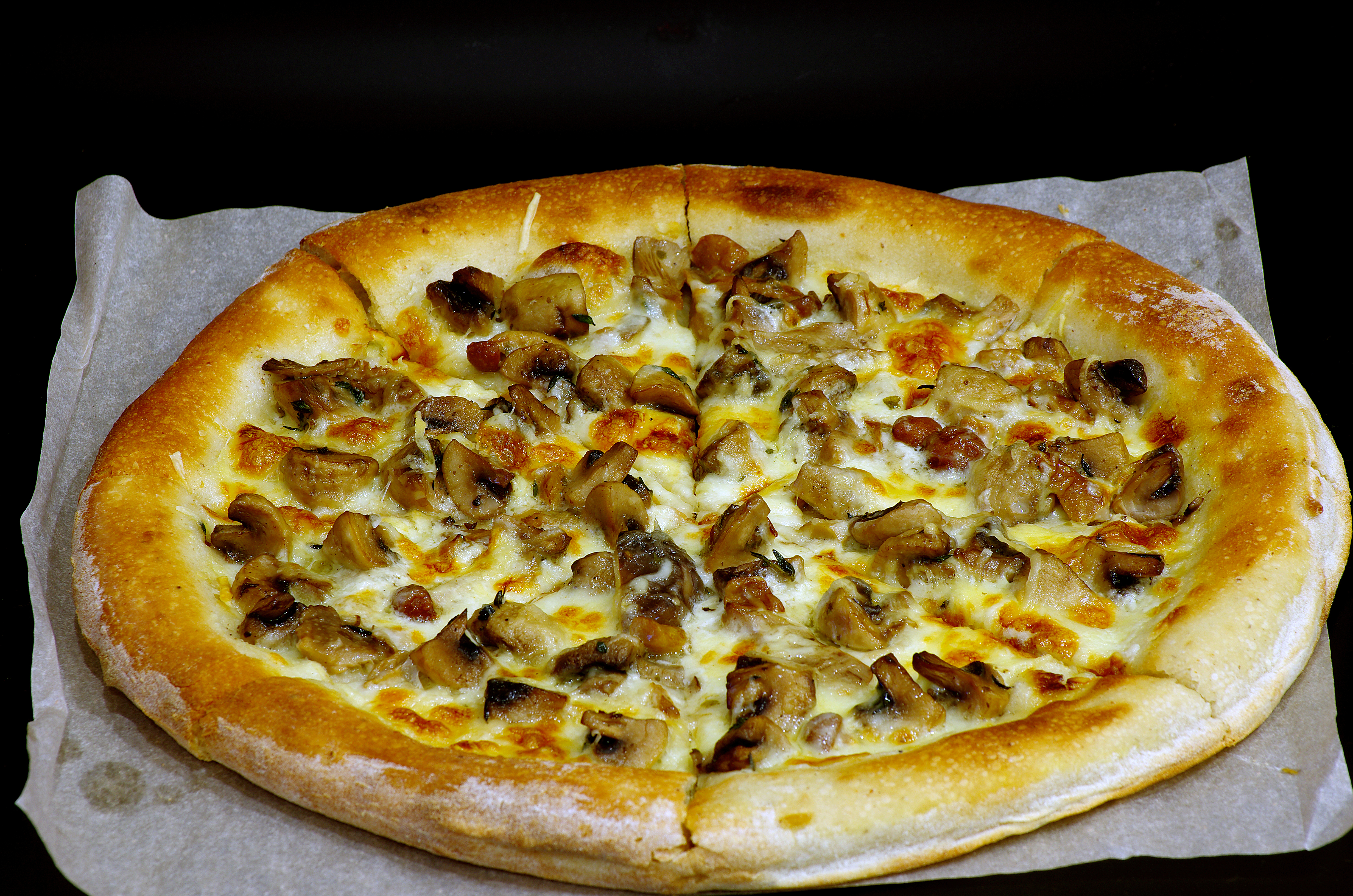
Грибная пицца
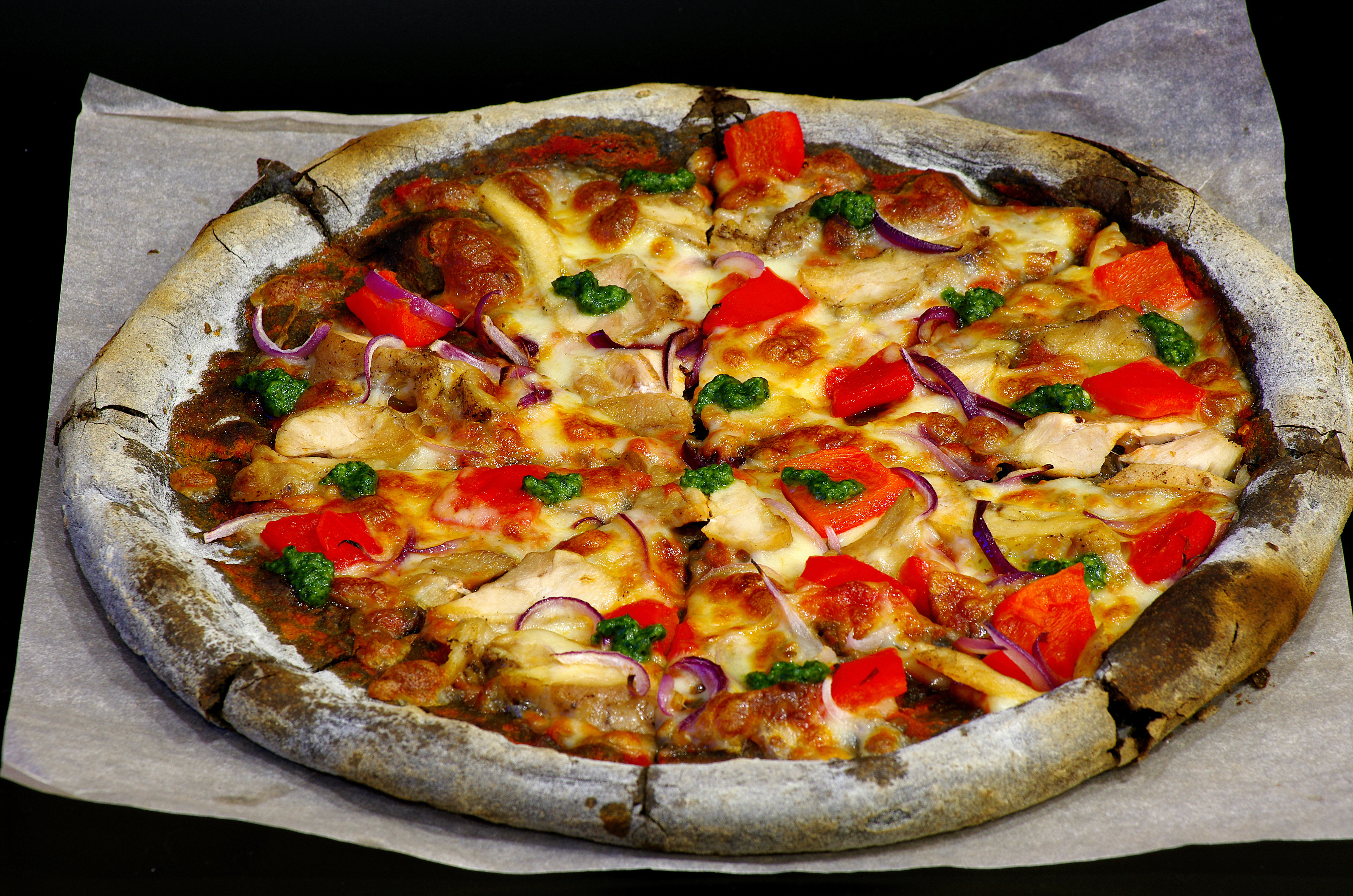
Пицца на чёрном тесте
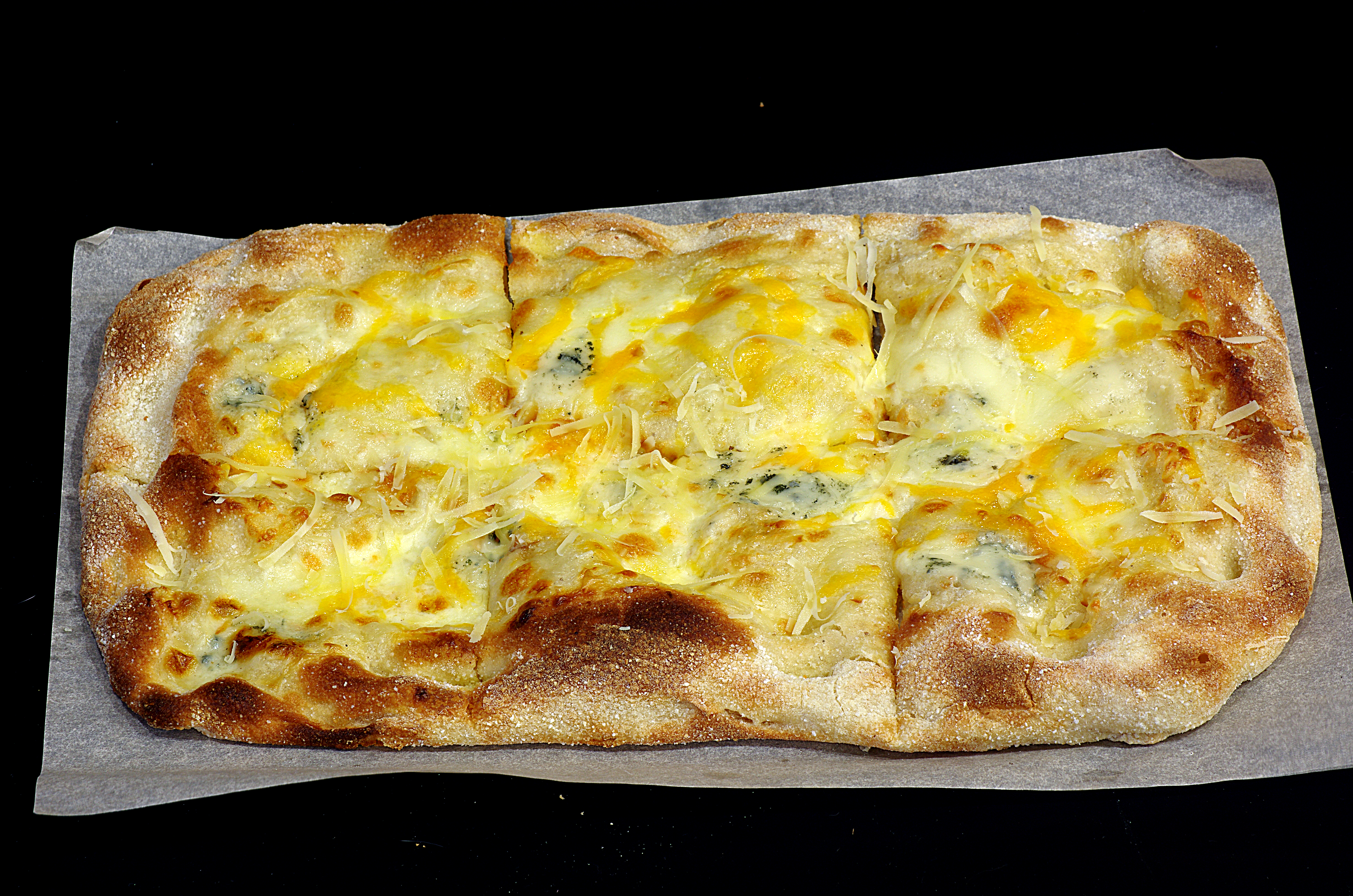
Римская пицца
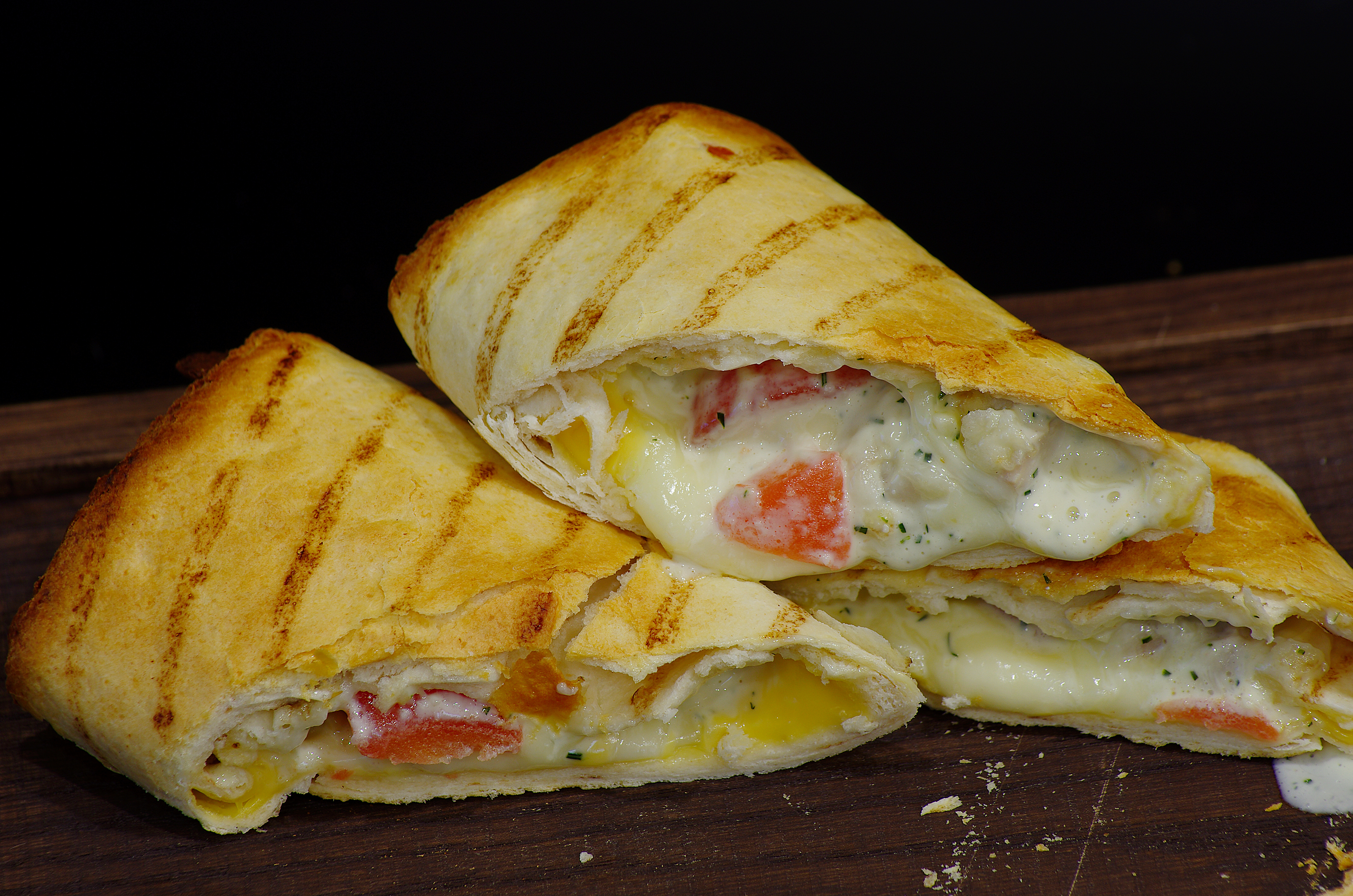
Пицца ролл
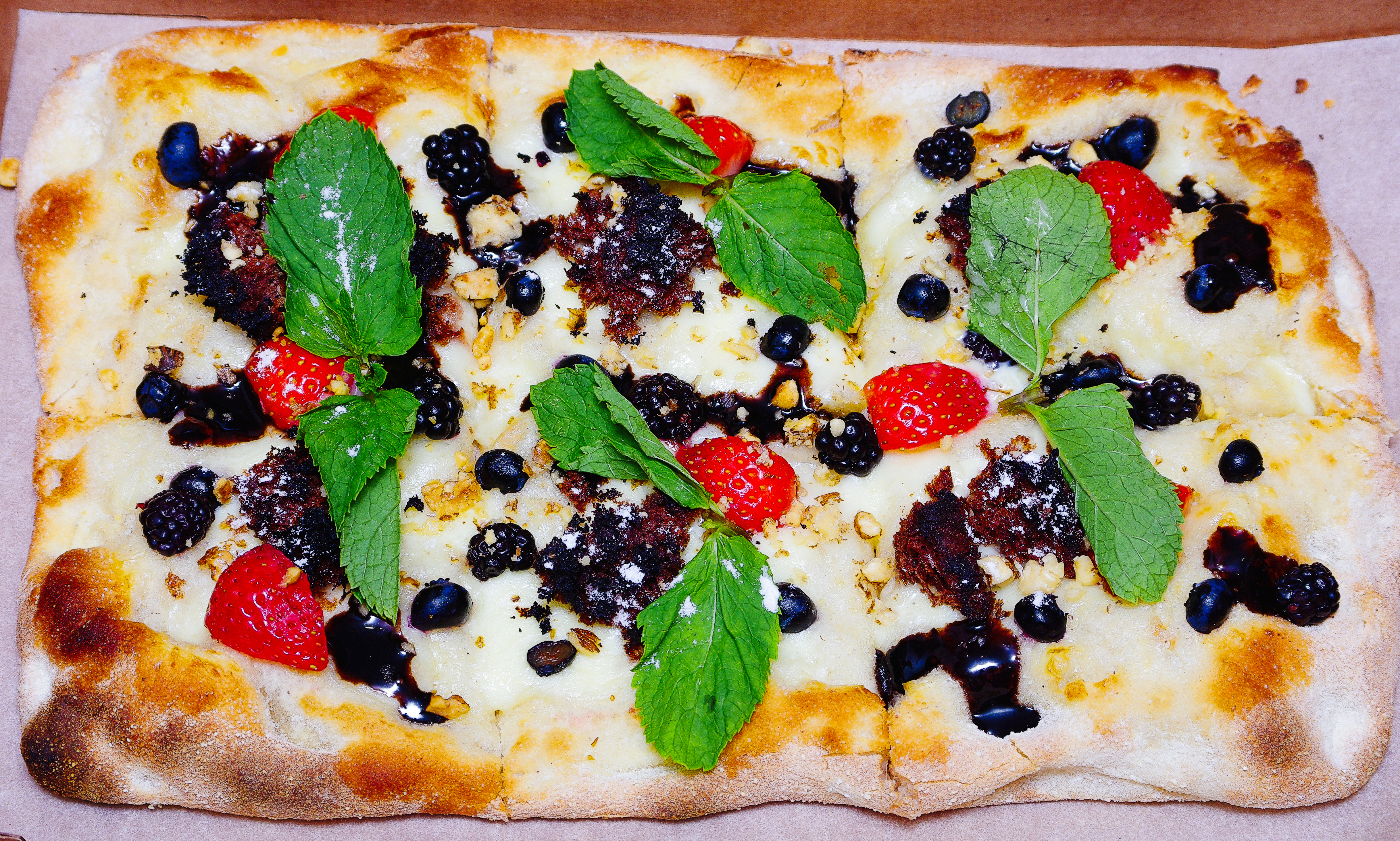
Пицца-десерт